# Lingua lombarda
La lingua lombarda (nome nativo lombard, lumbaart o lumbard, secondo la grafia utilizzata, AFI: /lumˈbaːrt/; codice ISO 639-3 LMO) è una lingua appartenente al ramo gallo-italico delle lingue romanze occidentali, caratterizzata da un substrato celtico e da un superstrato longobardo. È parlata principalmente in Lombardia e nella porzione orientale del Piemonte, oltre che nella Svizzera italiana e in parte del Trentino occidentale, da 3,5 milioni di persone, corrispondenti a circa il 30% della popolazione dell'area in cui è diffusa. Salvo rari casi, è parlata in diglossia con l'italiano. Questo idioma è strettamente legato alle altre lingue gallo-italiche ad esso contigue, come l'emiliano e il piemontese, ma anche alle lingue galloromanze d'oltralpe, come l'occitano, il romancio, l'arpitano e il francese.

## Classificazione
Il termine lingua lombarda indica il diasistema costituito dai dialetti romanzi di tipo lombardo (dialetti lombardi), utilizzato dalla norma ISO 639-3 per classificarli in un cluster linguistico unitario – inteso come insieme di varietà omogenee che costituiscono una lingua – con il codice LMO.
A causa della mancanza di una koinè lombarda (varietà letteraria prevalente e di maggior prestigio, benché il milanese si sia in parte prestato a ciò), le diverse varietà lombarde si sono nei secoli sviluppate in maniera autonoma l'una dall'altra, pur mantenendo una comune e reciproca intelligibilità; in base a quest'ultimo criterio, è classificata nella norma come lingua individuale.
Dal punto di vista filogenetico, si tratta di una lingua della famiglia gallo-italica, della quale possono citarsi anche realtà contigue al lombardo, quali il piemontese e l'emiliano; questo gruppo è caratterizzato da elementi di transizione tra il sistema delle lingue gallo-romanze (quali francese, occitano e arpitano) e quello delle lingue italo-romanze (quali italiano, napoletano e siciliano), tanto da trovarlo estensivamente classificato in entrambe le famiglie.
Negli ambiti della dialettologia e della sociolinguistica, essendo descritta come dialetto romanzo primario (ossia evoluzione autonoma del latino volgare, e non differenziazione regionale della lingua italiana), può essere sovente citata anche come dialetto lombardo, intendendo con questo termine l'accezione di lingua contrapposta a quella ufficiale dello Stato e caratterizzata da un uso prevalentemente informale; in questo contesto, i dialetti lombardi si possono trovare inclusi nel gruppo dei dialetti italiani settentrionali, che - a differenza di quello gallo-italico - include anche il veneto.

## Origini

Evidenziate in verde, le popolazioni celtiche dell'Italia centro settentrionale tra il III e il II secolo a.C., cioè durante la conquista romana della Gallia Cisalpina

Il sostrato linguistico più datato che abbia lasciato traccia in Lombardia di cui si abbia qualche notizia è quello degli antichi Liguri. Le informazioni disponibili per questo idioma sono però molto vaghe ed estremamente limitate. Ben diverso è invece il quadro che si può tracciare per le popolazioni che si sostituirono ai Liguri, i Celti.
L'influenza linguistica che ebbero i Celti sulle parlate locali fu cospicua, tanto che ancora oggi la lingua lombarda è classificata come gallo-romanza (i Celti sono anche chiamati "Galli"). Fu però la dominazione romana, che soppiantò quella celtica, a plasmare l'idioma parlato nell'antica Lombardia, tanto che il lessico e la grammatica di questa lingua è di derivazione romanza.
L'influenza della lingua latina nei territori dominati non fu però omogenea. Gli idiomi parlati nelle varie zone, a loro volta, vennero influenzati dai sostrati linguistici precedenti. Ogni zona, infatti, era contraddistinta dall'aver avuto una caratterizzazione maggiore o minore nei confronti dell'antico ligure e/o delle parlate celtiche.
Ha lasciato tracce tangibili anche la lingua longobarda, ovvero l'idioma parlato dai Longobardi, popolazione germanica che dominò parte dell'Italia, tra cui la Lombardia, dopo la caduta dell'Impero romano d'Occidente: questo idioma ha poi formato il superstrato linguistico della lingua lombarda, visto che questa popolazione non impose il proprio idioma, lasciando quindi tracce senza germanizzare il lombardo, che rimase una lingua romanza.
A questo si aggiunse la continua modifica, nei secoli, dei confini che dividevano il territorio lombardo, cambiamenti che influenzarono anche la lingua parlata: in epoca celtica era il fiume Adda a dividere questi ultimi dalle tribù dei Cenomani, mentre quando vennero introdotte dai romani le regioni augustee (7 d.C.), questo ruolo venne preso dal fiume Oglio, rompendo quell'unità territoriale che era stata raggiunta con l'istituzione, qualche decennio prima, della Gallia Cisalpina: nello specifico, il fiume Oglio divideva le regioni augustee XI Transpadana e X Venetia et Histria.
Con la riforma amministrativa voluta dall'imperatore romano Diocleziano il confine tra le due regiones venne spostato lungo il fiume Adda, corso d'acqua che tornò a dividere la Lombardia dal XV secolo all'epoca napoleonica, quando fu la frontiera tra il Ducato di Milano e la Repubblica di Venezia, divisione che portò alla formazione del dialetto lombardo occidentale e di quello orientale; l'unità amministrativa della Lombardia venne poi riacquisita con la creazione, da parte dell'Impero austriaco, del Regno Lombardo-Veneto (1815), situazione amministrativa che fu confermata anche dopo l'unità d'Italia (1861).
La formazione della lingua lombarda moderna è comunque fatta risalire al periodo compreso tra il Quattrocento e il Cinquecento, periodo in cui i dialetti gallo-italici di questa area iniziarono a convergere – in diversa misura – verso una koinè regionale, fenomeno attribuito da alcuni autori alla forza centralizzatrice della città di Milano.

## Distribuzione geografica

Confronto tra i domini viscontei nel XIV secolo (in verde) e i moderni confini geografici della lingua lombarda (in giallo)

La diffusione geografica del lombardo, considerando tutte le sue varianti territoriali essenzialmente omogenee tra di loro, rispecchia solo parzialmente i confini amministrativi della moderna regione Lombardia. Il moderno areale linguistico è infatti in parte sovrapponibile agli antichi confini medievali del Ducato di Milano, che fino al 1426 aveva un'estensione grossomodo compresa tra i corsi dei fiumi Sesia e Adige e che, anche dopo la cessione dei territori orientali (province di Bergamo e Brescia) alla Repubblica di Venezia, di quelli più occidentali (provincia di Novara e del Verbano-Cusio-Ossola) al Regno di Sardegna, nonché di quelli settentrionali (Canton Ticino) alla Svizzera, ha continuato comunque ad esercitare una forte influenza culturale su di essi, lingua parlata compresa.
Sul versante occidentale la lingua lombarda viene infatti parlata nelle province piemontesi di Novara, fino al confine naturale del fiume Sesia, e del Verbano-Cusio-Ossola, qui ad eccezione dei comuni di Formazza e Macugnaga che fanno parte della minoranza Walser. Sempre in Piemonte possiamo trovare influenze lombarde nei dialetti della provincia di Alessandria, soprattutto a livello lessicale. Lungo il confine con il Triveneto il lombardo è invece presente nella parte occidentale della provincia di Trento (in Valle di Ledro, Val Rendena e Val Bona), dove ha mantenuto alcune caratteristiche arcaiche e probabilmente anche un antico sostrato linguistico ladino, mentre sulla sponda orientale del Lago di Garda si possono trovare decisi influssi bresciani nei dialetti dei comuni veronesi di Torri del Benaco, Garda e Malcesine.
Le varianti dell'arco alpino sono ampiamente diffuse anche al di fuori dei confini italiani, essendo storicamente presenti nei territori svizzeri del Canton Ticino (eccetto il comune di Bosco Gurin) e del Cantone dei Grigioni dove è presente, anche qui con influenze retoromanze provenienti dal vicino romancio, nelle cinque vallate che costituiscono il cosiddetto Grigioni italiano (Val Bregaglia, Val Calanca, Val Sursette, Val Mesolcina e Val Poschiavo).
Nella parte meridionale della Lombardia, e lungo il corso del fiume Po, abbiamo infine zone non di lingua lombarda; in particolare nel territorio del Casalasco in provincia di Cremona, e in quasi l'intera provincia di Mantova, dove vengono parlate varietà della lingua emiliana, e nell'Oltrepò Pavese, dove il dialetto oltrepadano subisce l'influenza prima della lingua emiliana e poi della lingua ligure (in Valle Staffora) man mano che si scende verso sud. Nell'estremità occidentale della Lomellina troviamo invece alcuni comuni dove si parlano dialetti di crocevia tra la lingua piemontese e quella lombarda, difficili da classificare come appartenenti a uno solo dei due gruppi citati.
La lingua lombarda è parlata anche a Botuverá, comune del Brasile nello Stato di Santa Catarina, parte della mesoregione della Vale do Itajaí; questo comune è stato fondato da emigrati italiani provenienti prevalentemente dalla pianura tra Treviglio e Crema, che hanno mantenuto l'uso dell'idioma locale della loro zona d'origine.

## Riconoscimenti ufficiali

In verde scuro gli Stati che hanno firmato e ratificato la Carta europea delle lingue regionali o minoritarie; in verde chiaro gli Stati che l’hanno firmata ma non ratificata; in bianco gli altri Stati del Consiglio d'Europa; in grigio gli Stati non membri del Consiglio d'Europa

La lingua lombarda è catalogata quale lingua individuale (ovvero indipendente e distinta) dallo standard internazionale ISO 693. La lingua lombarda potrebbe essere ritenuta una lingua regionale e minoritaria ai sensi della Carta europea delle lingue regionali o minoritarie, che all'art. 1 afferma che per "lingue regionali o minoritarie si intendono le lingue... che non sono dialetti della lingua ufficiale dello Stato". Nello specifico, la Carta europea per le lingua regionali minoritarie è stata approvata il 25 giugno 1992 ed è entrata in vigore il 1º marzo 1998.
L'Italia ha firmato tale carta il 27 giugno 2000 ma non l'ha ancora ratificata, diversamente dalla Svizzera. Pur avendo dunque, secondo alcuni studiosi, le caratteristiche per rientrare tra gli idiomi tutelati dalla Carta europea delle lingue regionali o minoritarie ed essendo censito dall'UNESCO come lingua in pericolo d'estinzione, in quanto parlato da un numero sempre minore di persone, il lombardo non è ufficialmente riconosciuto come lingua regionale o minoritaria né dalla legislazione statale italiana né elvetica.
All'inizio del 2016 è stato presentato al Consiglio regionale della Lombardia un progetto di legge per l'istituzione del bilinguismo italiano-lombardo e per la promozione del lombardo e delle sue varietà dialettali locali, integrata poi dalla legge per il riordino della cultura lombarda, che è stata approvata nel settembre 2016. Come affermato più volte dalla Corte costituzionale nelle sue sentenze, ad esempio la sentenza nr. 81 del 2018, solo lo Stato può identificare una minoranza linguistica storica mentre la Regione può solo valorizzare gli idiomi regionali sul piano culturale.

## Letteratura e storia della lingua

### Dal XIII al XIV secolo
I primi testi scritti in lingua lombarda volgare risalgono al XIII secolo. Si tratta principalmente di opere di tipo didascalico-religioso; un esempio è il Sermon Divin di Pietro da Barsegapè, che narra la passione di Cristo:
ki se possa fenir, se no la se comença.
Petro da Barsegapè si vol acomençare
e per raxon ferire, segondo ke l ge pare.
Ora omiunca homo intença e stia pur in pax,
sed kel ne ge plaxe audire d'un bello sermon verax:
cumtare eo se volio e trare per raxon
una istoria veraxe de libri e de sermon,
in la qual se conten guangii e anche pistore,
e del novo e del vedre testamento de Criste.»
(Versi 1-10 del Sermon Divin di Pietro da Barsegapè)
Molto importante è il contributo alla lingua lombarda di Bonvesin de la Riva, che scrisse il Libro delle Tre Scritture, opera dedicata all'inferno, al paradiso e alla passione di Cristo. In questa opera sono presenti vari elementi allegorici nonché una delle prime introduzioni letterarie del contrappasso. Tra i suoi scritti vi sono anche un'opera sulla vita della Milano dell'epoca, il De magnalibus urbis Mediolani ("Le meraviglie di Milano"), e un galateo, il De quinquaginta curialitatibus ad mensam ("Cinquanta cortesie da tavola"). Tuttavia la lingua scritta dell'epoca non era una fedele rappresentazione dell'idioma parlato, ma era più vicina alla koinè padana, ovvero a un volgare colto latineggiante usato nell'Italia settentrionale, in particolare in Piemonte, Lombardia, Emilia-Romagna e Veneto.
Al 1280 risale la più antica citazione conosciuta sulla lingua lombarda, probabilmente facente riferimento, in realtà, al moderno gallo italico: in un testo di Salimbene de Adam si legge che "[...] optime loquebatur gallice tuscice et lombardice [...]", ossia "parlava bene francese, toscano e lombardo". Anche nel codice poetico occitano del XIV secolo Leys d'amors la lingua lombarda è citata insieme ad altri idiomi europei: "[...] Apelam lengatge estranh coma frances, engles, espanhol, lombard [...]", ossia "linguaggi stranieri come francese, inglese, spagnolo, lombardo".

### I dialetti gallo-italici di Basilicata e di Sicilia

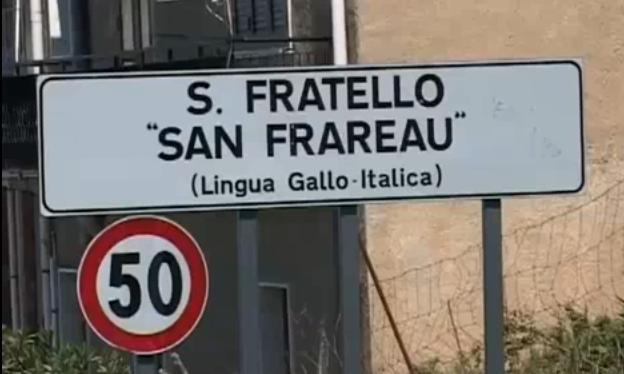
Segnale bilingue in italiano e in gallo-italico a San Fratello, in provincia di Messina, in Sicilia

Derivano dalla lingua lombarda, e da altri idiomi del Nord Italia, i dialetti gallo-italici di Basilicata e gallo-italici di Sicilia. Essi sono ritenuti da alcuni studiosi frutto dell'emigrazione di abitanti dall'Italia settentrionale, in particolar modo dall'Emilia occidentale (soprattutto da Piacenza), dalla Lombardia occidentale (principalmente dal Pavese e dal Canton Ticino) e dal Piemonte (specialmente dal Novarese e dal Monferrato), verso il sud della Penisola; questa migrazione è iniziata nell'XI secolo in occasione della conquista normanna dell'Italia meridionale ed è terminata nel XIII secolo durante il dominio degli Angioini.
Si stima che in totale furono 200.000 gli abitanti dell'Italia settentrionale che si trasferirono nella sola Sicilia: un numero ragguardevole, soprattutto considerando la popolazione presente all'epoca in queste zone. In particolare i galloitalici della Sicilia si autodefiniscono "Lombardi di Sicilia": con il termine "lombardo", coniato nell'epoca dell'emigrazione, non ci riferiva solamente alla moderna Lombardia, bensì a tutta l'Italia settentrionale conquistata dai Longobardi nell'Alto Medioevo. I locutori dei dialetti gallo-italici di Sicilia sono circa 60.000 (dato del 2006). Lo stanziamento di popolazioni dell'Italia settentrionale è ricordato anche dal nome di una fortificazione di Enna, il castello di Lombardia, che ricorda la presenza in un vicino quartiere cittadino di una colonia di Lombardi che era posta a difesa della fortezza durante la dominazione normanna della Sicilia.

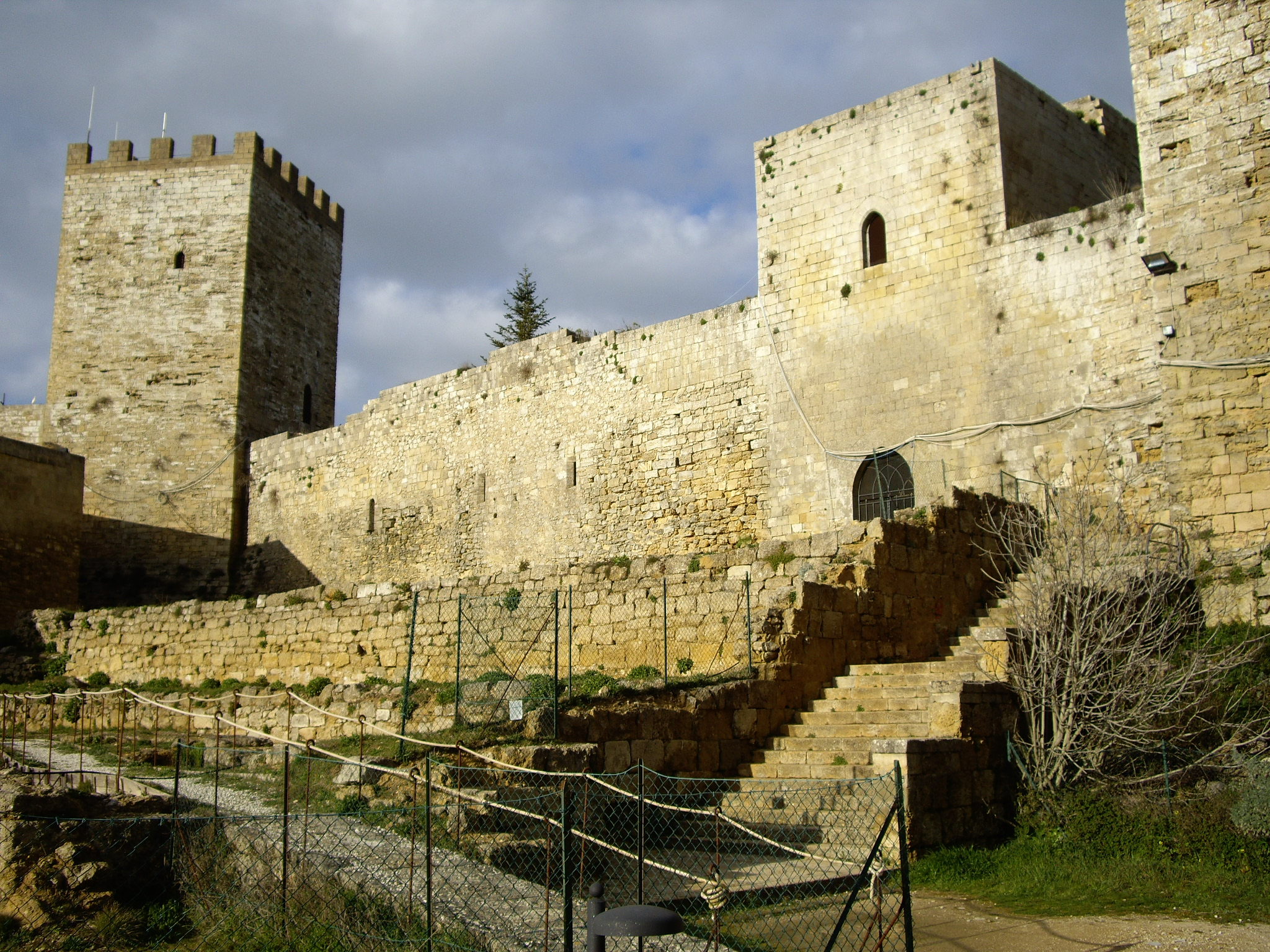
Il castello di Lombardia, che si trova a Enna

I dialetti galloitalici di Basilicata si parlano principalmente sulle alture che sovrastano il golfo di Policastro (Trecchina, Rivello, Nemoli, Tortorella e Casaletto Spartano, già in provincia di Salerno) e sullo spartiacque ionico-tirrenico lungo la direttrice Napoli-Salerno-Taranto (dialetti di Picerno, Tito, Pignola, Vaglio e della stessa Potenza con tracce settentrionali anche a Ruoti, Bella, Avigliano, Cancellara e Trivigno).
I principali comuni dove ancora si è mantenuta la parlata galloitalica di Sicilia sono Nicosia, Sperlinga, Piazza Armerina e Aidone in provincia di Enna, San Fratello e Novara di Sicilia in provincia di Messina: pertanto questi sei comuni sono inseriti nel R.E.I.S. - "Registro Eredità Immateriali della Sicilia" - Libro delle Espressioni - Parlata Alloglotta Gallo Italico, istituito dalla Regione Siciliana. Tracce galloitaliche si possono trovare anche nelle parlate di Fondachelli-Fantina, Montalbano Elicona, in provincia di Messina. In misura ancora minore a Roccella Valdemone, in provincia di Messina; Randazzo, Bronte sul versante occidentale dell'Etna, Caltagirone, Mirabella Imbaccari, a sud di Piazza Armerina, in provincia di Catania; Ferla, Buccheri, Cassaro, in provincia di Siracusa. Solo pochi marginali e singoli elementi possono invece essere rilevati, per la storica influenza delle vicine Piazza Armerina e Aidone, nel siciliano di Valguarnera Caropepe, in provincia di Enna, appartenente al gruppo dialettale nisseno-ennese e non all'alloglossia gallo italica.
Nonostante alcuni studiosi contemporanei considerino questa comunità linguistica una "minoranza linguistica storica" i gallo-italici della Sicilia, così come i gallo-italici della Basilicata e il dialetto tabarchino parlato in Sardegna (che è una variante della lingua ligure), non godono di tutela da parte dello Stato italiano. Godono tuttavia di valorizzazione culturale in attuazione dell'art. 9 della Costituzione italiana in quanto rientrano nel patrimonio linguistico regionale delle regioni Sicilia e Sardegna.

### Dal XV al XVII secolo

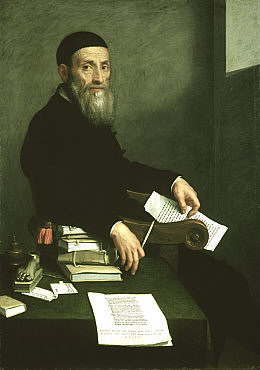
Giovanni Bressani, autore di poesie satiriche in dialetto bergamasco

Per quanto riguarda la letteratura lombarda, dal XV secolo, il prestigio del toscano letterario iniziò a soppiantare l'uso dei volgari settentrionali che erano stati usati, pur influenzati dal volgare fiorentino, anche in ambito cancelleresco e amministrativo. Tra coloro che favorirono la toscanizzazione della cultura lombarda vi fu proprio il duca di Milano Ludovico il Moro; durante il suo regno fece giungere dalla Repubblica di Firenze alla corte sforzesca numerosi uomini di cultura, tra cui il più celebre è sicuramente Leonardo da Vinci. Contestualmente, alla corte degli Sforza, Lancino Curzio scrisse alcune opere in dialetto milanese.
Tra il XV e il XVI secolo alcuni letterati toscani (come Luigi Pulci e Benedetto Dei) ci fecero pervenire, sotto forma di parodia, alcuni aspetti linguistici della lingua parlata a Milano, fermo restando che non si trattò di composizioni poetiche di rilievo letterario; ciò vale anche per il milanese parodiato in un'opera dell'astigiano Giovan Giorgio Alione, il Commedia e farse carnovalesche nei dialetti astigiano, milanese e francese misti con latino barbaro composte sul fine del sec. XV. L'umanista fiorentino Leonardo Salviati, uno dei fondatori dell'Accademia della Crusca, pubblicò una serie di traduzioni in diversi volgari (tra cui bergamasco e milanese) di una novella boccaccesca al fine di dimostrare quanto fossero brutti e sgraziati al confronto con il toscano.
A partire dal XV secolo cominciarono a esserci le prime avvisaglie di una letteratura lombarda vera e propria: in area orientale furono composte le poesie satiriche del bergamasco Giovanni Bressani e la Massera da bé, una "frottola" (sorta di dialogo teatrale) del bresciano Galeazzo dagli Orzi; in area occidentale fu composti i Rabisch ("arabeschi") a opera dell'Accademia dei Facchini della Val di Blenio e sotto la direzione del pittore manierista Giovanni Paolo Lomazzo.
All'inizio del XVII secolo operò invece il milanese Fabio Varese (spesso indicato dalla critica letteraria come un "poeta maledetto" ante litteram), morto nel 1630 di peste e autore di poesie di critica sociale, che si inserirono nel vivace filone anticlassicista del tempo. Nel 1610 uscì il Varon milanes de la lengua de Milan, una sorta di dizionario etimologico di un discreto numero di lemmi milanesi, a opera dell'ossolano Giovanni Capis. A questo trattato si aggiunse in seguito il Prissian di Giovanni Ambrogio Biffi, testo completamente in dialetto milanese in cui, per la prima volta, si affronta la questione della pronuncia e della grafia del vernacolo ambrosiano.

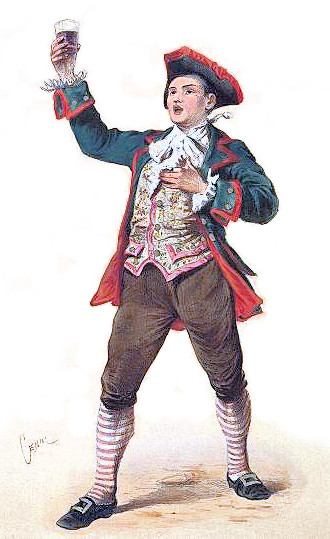
Meneghino, personaggio del teatro milanese, divenuto poi maschera della commedia dell'arte

Un esempio di testo in antico dialetto milanese è questo stralcio de Il falso filosofo (1698), atto III, scena XIV, dove Meneghino, personaggio del teatro milanese divenuto poi maschera della commedia dell'arte, si presenta in tribunale:
(Meneghino si presenta in tribunale in Il falso filosofo (1698), atto III, scena XIV)
Il XVII secolo vide affermarsi anche la figura del drammaturgo Carlo Maria Maggi, che normalizzò la grafia del dialetto milanese e che creò, tra l'altro, la maschera milanese di Meneghino. Amico e corrispondente del Maggi era Francesco De Lemene, autore de La sposa Francesca (prima opera letteraria in lodigiano moderno) e di una traduzione della Gerusalemme liberata. Nella Lombardia orientale, all'epoca governata dalla Repubblica di Venezia, si impose la figura di Carlo Assonica, anch'egli traduttore della Gerusalemme liberata, che costituì la più importante opera letteraria bergamasca del XVII secolo. Sempre nel XVII secolo nacquero le prime bosinade, poesie popolari d'occasione scritte su fogli volanti e affisse nelle piazze oppure lette (o anche cantate) in pubblico; esse ebbero un gran successo e una diffusione capillare fino ai primi decenni del XX secolo.

### L'età moderna

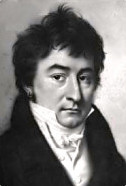
Carlo Porta, il più importante autore della letteratura lombarda, anche inserito tra i più grandi poeti della letteratura nazionale italiana

La letteratura milanese nel XVIII secolo ebbe un forte sviluppo: emersero alcuni nomi di rilievo, come Carl'Antonio Tanzi e Domenico Balestrieri, a cui si associarono una serie di figure minori tra cui possiamo elencare, in area milanese, Giuseppe Bertani, Girolamo Birago e Francesco Girolamo Corio; anche il celebre poeta Giuseppe Parini scrisse alcuni componimenti in lingua lombarda. Fuori dai confini di Milano venne scritta una commedia in dialetto bustocco, la Mommena bustese, ad opera del canonico Biagio Bellotti. A Brescia operò il canonico Carlo Girelli, autore di poesie d'occasione. Uno dei più importanti scrittori del periodo fu l'abate bergamasco Giuseppe Rota, autore di un corposo vocabolario (inedito) bergamasco-italiano-latino e di diverse opere poetiche nell'idioma orobico, da lui chiamato sempre "lingua".
In questo periodo le caratteristiche linguistiche del lombardo erano ormai ben riconoscibili e assimilabili a quelle moderne, salvo alcune particolarità fonetiche e la presenza del passato remoto, che di lì a breve sarebbe scomparso, partendo da Milano, che vide le ultime testimonianze nel 1793, arrivando poi agli altri centri urbani, che ne persero l'uso intorno agli anni '40 e '50 del 1800 giungendo poi nelle località periferiche, ove l'uso è riportato sino al 1875 venendo sostituito dal perfetto.
L'inizio del XIX secolo fu dominato dalla figura di Carlo Porta, riconosciuto da molti come il più importante autore della letteratura lombarda, anche inserito tra i più grandi poeti della letteratura nazionale italiana. Con lui si raggiunsero alcune delle più alte vette dell'espressività in lingua lombarda, che emersero chiaramente in opere come La Ninetta del Verzee, Desgrazzi de Giovannin Bongee, La guerra di pret e Lament del Marchionn de gamb avert.
Nell'epoca portiana convissero anche altri autori, come Giuseppe Bossi, Carlo Alfonso Maria Pellizzoni, e soprattutto Tommaso Grossi. Quest'ultimo, amico del Manzoni e grande ammiratore del Porta, scrisse opere satiriche contro il governo austriaco (La Prineide), romanzi in versi (La fuggitiva) nonché romanzi storici in prosa (Marco Visconti) e in versi (Ildegonda).
La produzione poetica milanese assunse dimensioni così importanti che nel 1815 lo studioso Francesco Cherubini diede alle stampe un'antologia della letteratura lombarda in quattro volumi, che comprendeva testi scritti dal XVII secolo ai suoi giorni.

### L'italianizzazione della lingua lombarda

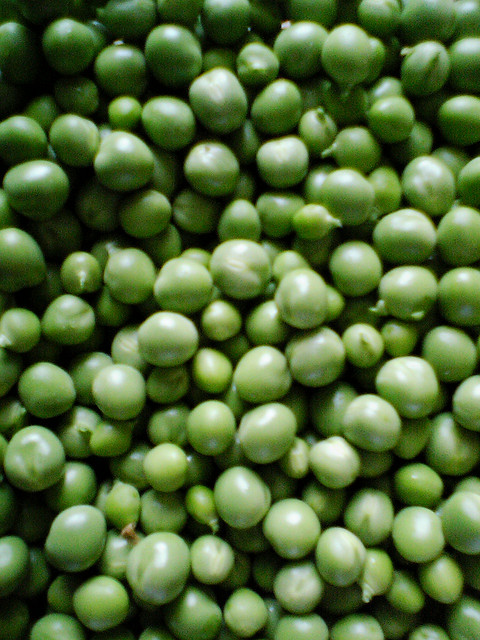
Un piatto di piselli. Gli storici termini in lingua lombarda per definire i piselli (erbiùn e ruaiòt) sono stati sostituiti dal vocabolo italianizzato pisèi

La lingua lombarda a partire dal XIX secolo ha iniziato a subire un processo di italianizzazione, ovvero un mutamento che ha portato gradualmente il suo lessico, la sua fonologia, la sua morfologia e la sua sintassi ad avvicinarsi a quelle della lingua italiana. Dopo l'unità d'Italia (1861) la lingua italiana iniziò a diffondersi anche tra la popolazione affiancandosi, come idioma parlato, alla preesistente lingua lombarda generando un cosiddetto "contatto linguistico".
Il primo contatto tra la lingua lombarda e l'italiano si ebbe, come già accennato, nel XVI secolo, quando la lingua toscana, che diede poi origine a quella italiana, accrebbe il suo prestigio, diventando superiore a tutte le altre lingue regionali parlate in Italia. Non fu quindi un caso che il processo tra le due lingue portò all'italianizzazione della lingua lombarda e non al suo opposto: in sociolinguistica è infatti sempre l'idioma "gerarchicamente" più debole che si conforma a quello dominante fermo restando che è parzialmente avvenuto anche l'inverso, ovvero la formazione di una lingua italiana regionale lombarda.
Esempi di italianizzazione della lingua lombarda, che si riscontrarono per la prima volta in due vocabolari di dialetto milanese editi, rispettivamente, nel 1839 e nel 1897, sono il passaggio da becchée a macelâr per esprimere il concetto di "macellaio", da bonaman a mancia per "mancia", da tegnöra a pipistrèl per "pipistrello" e da erbiùn a pisèi per "piselli". Sempre per quanto riguarda il lemma "piselli", anche nel dialetto bresciano si è passati da grignàpola e roaiòt a pisèi.
Per quanto riguarda il dialetto legnanese, un tempo il termine utilizzato per riferirsi all'arcobaleno era rasciùm (in seguito, i legnanesi, per esprimere il medesimo concetto, hanno iniziato ad utilizzare il vocabolo arcubalén). Un altro esempio è il ragiù, che in dialetto legnanese significa "capofamiglia" (l'associazione locale "Famiglia Legnanese" utilizza questo termine ancora nel XXI secolo per definire la carica corrispondente al capo rappresentativo del sodalizio), e che è in seguito è scomparso dal vernacolo legnanese.
Altri vocaboli arcaici del dialetto legnanese che sono scomparsi sono ardìa (it. "fil di ferro". In seguito i legnanesi hanno iniziato ad utilizzare il termine fil da fèr), bagàtu (it. "calzolaio". In seguito è entrato in uso il termine sciavatìn), buarùm (it. "pantano prodotto dallo sciogliersi della neve". Dopo si è cominciato ad utilizzare il vocabolo generico palta, cioè "fango"), instravilà (it. "mettere sulla buona strada") e insurmentì (it. "addormentarsi". In seguito i legnanesi hanno iniziato ad usare il termine indurmentàs).

### L'età contemporanea
Nella prima parte del XX secolo il maggior esponente della letteratura lombarda è stato l'avvocato milanese Delio Tessa, che si è discostato dalla tradizione portiana imprimendo ai suoi testi decisi connotati espressionisti. A Bergamo invece ha operato Bortolo Belotti, avvocato, storico e ministro in alcuni governi liberali.
Altre figure di rilievo sono state il varesino Speri Della Chiesa Jemoli e il lodigiano Gian Stefano Cremaschi. Si è discostato dalla tradizione letteraria milanese, anche dal punto di vista della grafia, il poeta Franco Loi, che tuttavia è risultato essere uno degli autori più originali del secondo Novecento. In area ticinese abbiamo avuto l'opera di Giovanni Orelli, che ha scritto nella variante dialettale della Valle Leventina. Nel XX secolo vi sono stati altri autori che hanno utilizzato a vario titolo la lingua lombarda, tra i quali possiamo citare Enzo Jannacci, Giorgio Gaber, Nanni Svampa e Dario Fo, vincitore del premio Nobel per la letteratura nel 1997.
La lingua lombarda è nota anche al di fuori dei suoi confini linguistici grazie a I Legnanesi, compagnia teatrale che recita commedie in dialetto legnanese e che è l'esempio più celebre di teatro en travesti in Italia. Nei loro spettacoli comici gli attori propongono al pubblico figure satiriche della tipica corte lombarda; fondata a Legnano nel 1949 da Felice Musazzi, Tony Barlocco e Luigi Cavalleri, è tra le compagnie più note del panorama teatrale dialettale europeo.
Nel XXI secolo hanno visto anche l'uso del lombardo nella musica contemporanea, come nei brani musicali di Davide Van De Sfroos e nelle traduzioni in lombardo delle opere di Bob Dylan. Non mancano nemmeno traduzioni (più o meno fedeli o riadattate) di grandi classici della letteratura; numerose infatti sono le versioni in lombardo di opere quali Pinocchio, I promessi sposi, Il piccolo principe, la Divina Commedia e – nella letteratura religiosa – i Vangeli.

## Fonologia e fonetica
Presenza delle vocali /y/ e /ø/
     Caduta delle finali diverse da -a
     Caduta di -r nell'infinito dei verbi
     Conservazione delle vocali atone non finali
     Infinito della prima coniugazione in -à
     Prima persona del presente indicativo in -i o -e
     Negazione posposta al verbo

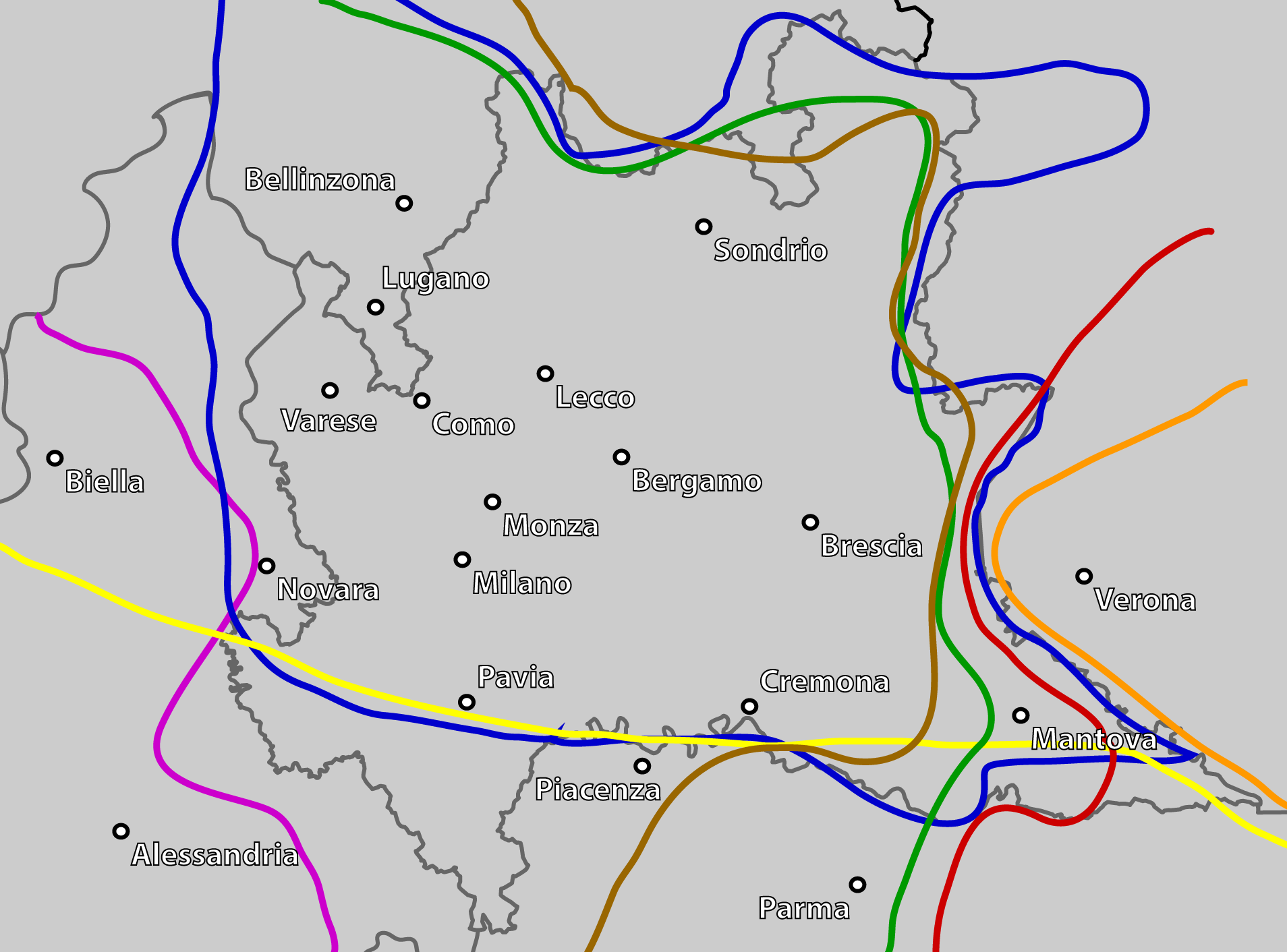
Il fascio di isoglosse che delimita la regione linguistica lombarda:
Presenza delle vocali /y/ e /ø/
Caduta delle finali diverse da -a
Caduta di -r nell'infinito dei verbi
Conservazione delle vocali atone non finali
Infinito della prima coniugazione in -à
Prima persona del presente indicativo in -i o -e
Negazione posposta al verbo

La lingua lombarda possiede molti caratteri fonologici e fonetici riscontrabili anche in altre lingue romanze o negli idiomi gallo-italici, mentre fenomeni più specifici caratterizzano i dialetti lombardi all'interno del continuum; la transizione tra il sistema lombardo e le varietà contigue è osservabile tramite un fascio isoglosse:
- la desinenza anteriore /i/~/e/ nella prima persona del presente indicativo (milan. /miˈpødi/ come bergam. /meˈpøde/, it. "io posso"), caratteristica strettamente panlombarda (in opposizione agli esiti posteriori o in apocope delle varietà vicine), e visibile nell'immagine con l'isoglossa blu;
- il mantenimento di /a/ negli infiniti della prima coniugazione latina dei verbi, che segue la transizione verso il piemontese (it. "cantare": lomb. /kanˈta/, piem. /kanˈte/), indicata nell'immagine con la linea viola;
- la conservazione delle vocali atone non finali, altrove soggette a sincope, che segue la transizione verso l'emiliano (it. "ospedale": lomb. /ʊspeˈdaː(l)/ ~ emil. /zbˈdel/), visibile in giallo nell'immagine;
- la presenza delle vocali anteriori arrotondate (generalmente /y/ e /ø/), altrimenti dette "vocali turbate", che segue la transizione orientale con il veneto (it. "fuoco": lomb. /ˈføːk/, ven. /ˈfoːgo/; it. "duro": lomb. /ˈdyːr/ ~ ven. /ˈduːro/), nell'immagine indicata in rosso.

Altre caratteristiche dei dialetti lombardi, ma comuni anche ad altre lingue gallo-italiche, o più generalmente romanze occidentali, sono:
- la degeminazione consonantica (lomb. /ˈspala/, it. "spalla");
- la perdita delle vocali finali latine eccetto la "a", risultata dal procedimento di sincope, come nel francese: (es. lat. dūrum > lomb. /ˈdyːr/, it. "duro");
- la caduta della -r finale negli infiniti (lomb. /kanˈta/, it. "cantare");
- la negazione posposta al verbo (lomb. /alˈva ˈmi(ŋg)a/, it. "lui non va");
- la palatalizzazione dei complessi latini cl e gl in /ʧ/ e /ʤ/ (es. lat. clamare > lomb. /ʧaˈma/, it "chiamare"; lat. glarea > lomb. /ˈʤeːra/, it. "ghiaia");
- la lenizione (di solito la sonorizzazione, ma in alcuni casi anche la caduta) delle consonanti occlusive sorde intervocaliche (es. lat. fatigam > lomb. /faˈdiːga/, it "fatica");
- la lenizione di -v- intervocalica (lomb. /ˈkuː(w)a/, it. "coda");
- la palatalizzazione di ū /u:/ latina in /y/ (lat. dūrum > lomb. /ˈdyːr/, it. "duro");
- l'evoluzione della ŏ /ɔ/ latina in /ø/ (lat. ŏculus > lomb. /ˈøʧ/, it. "occhio").

La presenza di queste vocali anteriori arrotondate (dette in passato anche "vocali turbate") è considerata una delle caratteristiche più identificative della lingua lombarda, peculiarità che la accomuna al piemontese, al ligure e ad alcuni dialetti dell'emiliano, ma la che la separa da alcune varietà della lingua emiliana, dal veneto e dal romagnolo; il lombardo si separa poi dal piemontese e dall'oltrepadano per la l'assenza della scevà, ossia del fonema /ə/.

### Vocali
|                 | Anteriori   | Anteriori | Centrali | Posteriori |
| Non arrotondate | Arrotondate |           | Centrali | Posteriori |
| --------------- | ----------- | --------- | -------- | ---------- |
| Chiuse          | i iː        | y yː      |          | u u:       |
| Medie           | e eː        | ø øː      |          | o o:       |
| Medie           | ɛ ɛ:        |           |          | ɔ          |
| Aperte          |             |           | a a:     |            |

## Morfologia e sintassi

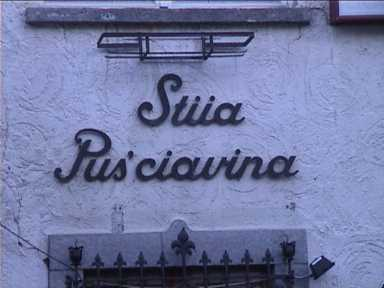
L'insegna di un ristorante scritta in lombardo a Poschiavo, nel Cantone dei Grigioni, in Svizzera

Le caratteristiche morfologiche e sintattiche principali della lingua lombarda sono:
- l'uso diffuso del pronome in forma cliticizzata, con o senza il pronome personale tonico: lomb. (luu) el dis (pronunciato /al/ - /el/ - /ol/ - /ul/ a seconda della variante dialettale), it. "lui dice", propriamente "lui lo dice"[2];
- l'uso diffuso del pronome "che" nelle interrogative introdotte da avverbio: lomb. cumè che l'é?, it. "com'è?"; lomb. induè che te l'è mandaa(t)?, it. "dove l'hai mandato?"[116];
- la negazione post-verbale o dopo l'ausiliare: lomb. a parlen no, it. "non parlano"; lomb. han no/minga/mia parlaa, it. "non hanno parlato" (dalla negazione minga deriva anche una delle denominazioni della lingua)[116];
- la presenza di quantificatori inerentemente negativi, caratteristica che si trova anche nell'inglese, ma assente nell'italiano:[117] lomb. hoo vist nissu(n), it. "non ho visto nessuno" (cfr. l'inglese I saw nobody);
- l'imperativo negativo (assente in italiano, ove si usa la forma infinita): va no int'la nita! "non andare nel fango";
- l'uso, in luogo del participio presente e del gerundio (che in lingua lombarda non esistono), della forma continuativa son(t) (a)dré a, letteralmente "sono (a)dietro a", esempio: lomb. te set (a) dré a cantà?, it. "stai cantando?" per il gerundio, e lomb. quell che 'l canta, it. "quello che sta cantando", per il participio presente;
- la caduta in disuso del passato remoto (sin dal tardo Settecento)[N 17], sostituito dal perfetto: "un mese fa andai" si dice un mes fa son(t) andaa(t)[96].

## Lessico

### Dai Celti agli antichi Romani

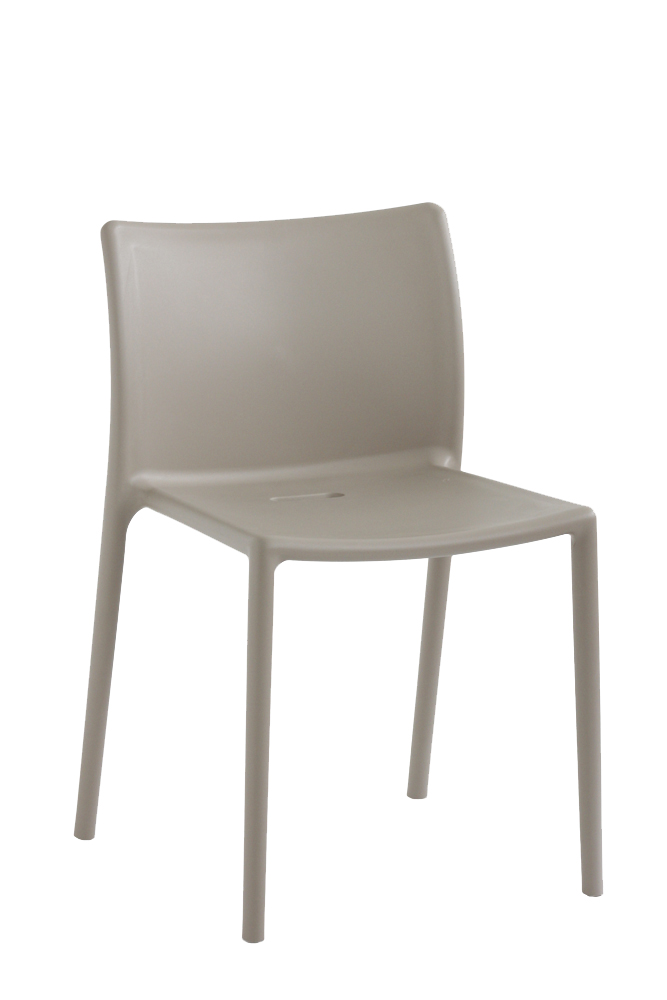
Una sedia, in lombardo cadrega, che deriva dal greco antico càthedra, oppure sc(r)agna, dal longobardo skranna

Il lessico della lingua lombarda si basa principalmente sul latino, in particolar modo sul latino volgare utilizzato dai Galli cisalpini, che era caratterizzato da un vocabolario limitato e semplice. In seguito la lingua parlata dagli antichi lombardi subì una latinizzazione, che portò alla scomparsa di quasi tutti i lemmi celtici. Al XXI secolo sono molto pochi i lemmi della lingua lombarda di origine dalla lingua celtica, fermo restando la traccia che questo idioma ha lasciato sulla fonetica, su tutti i fonemi "ö" e "ü", tipici della lingua lombarda e assenti in italiano. L'idioma celtico, da un punto di vista linguistico, ha formato il substrato della lingua lombarda.
Secondo alcune fonti, lemmi derivanti dal celtico sarebbero arent (da renta; it. "vicino", "prossimo"), rüsca (da rusk; it. "buccia", "corteccia", "scorza"), ciappà (da hapà; it. "prendere"), aves (da aves; it. "risorgiva d'acqua"), cavàgna (da kavagna; it. "cesta"), forèst (da fforest; it. "selvatico", "selvaggio", "chi viene da fuori"), tripillà (da trippeln; it. "irrequieto"), bugnón (da bunia; it. "rigonfiamento", "foruncolo", "bubbone"), garón (da calon; it. "coscia") e bricch (da brik; it. "dirupo"). Molti toponimi lombardi deriverebbero dal celtico, come forse Medhelan, che significherebbe "terra fertile" e che sarebbe poi diventato Mediolanum in epoca romana e infine, in epoca moderna, Milano, oppure Leukos, che significa "bosco" e che sarebbe poi diventato Lecco, e la Brianza, che deriverebbe il suo nome dal celtico brig, che significa "area elevata", nonché il nome del fiume Olona, che sarebbe collegato alla radice celtica Ol-, che significa "grande", "valido" in riferimento all'utilizzo delle sue acque. Sono probabilmente di origine celtica i toponimi lombardi che terminano in –One, -Ano, -Ago, -Ate come Gallarate, Vimodrone, Melegnano, Crescenzago, Segrate, ecc..
Secondo altre fonti, molte delle parole elencate non sarebbero di origine celtica, bensì latina o - più raramente - germanica: arent deriverebbe dal latino ad haerentem (come l'italiano colto "aderente"); aves dal latino apex, genitivo apicis (come l'italiano "apice"); cavagna da un probabile latino cavaneum (da cavus, ovvero "cavo"); ciapà deriverebbe dal latino tardo capulare (da capulum, ovvero "cappio"), forse con una forma intermedia clapare (come per l'equivalente italiano "acchiappare"); forest dal latino forestis, a sua volta da foris (ovvero fuori); tripillà deriverebbe sì da trippeln, che non è parola celtica, ma germanica.

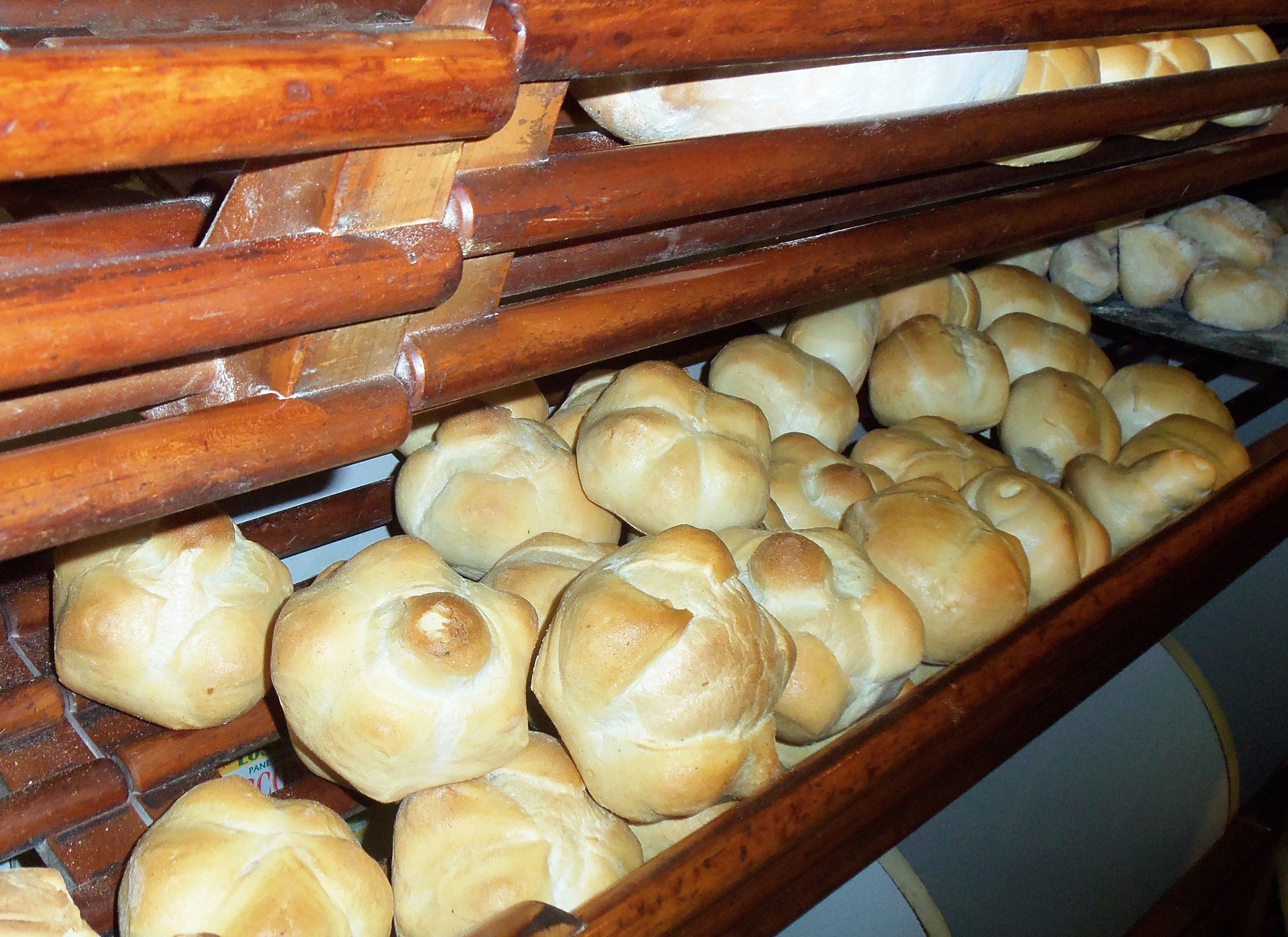
Le michette (lomb. michèti), tipico pane milanese, sugli scaffali di un panificio (lomb. prestinee). Entrambi i vocaboli in lombardo derivano dal latino

Dato che il latino volgare era ricco di lemmi derivanti dal greco antico, la lingua lombarda possiede molte parole che derivano da quest'ultimo idioma come, ad esempio, cadrega (dal greco κάθεδρα, da leggere "càthedra"; it. "sedia"). Sono invece un numero nettamente superiore i lemmi che derivano dalla lingua latina. Alcuni vocaboli lombardi di derivazione latina che non hanno il corrispettivo nella lingua italiana, dove infatti hanno un'altra etimologia, sono tósa (da tonsam; it. "ragazza"), michètta (da micam; è un tipico pane milanese), quadrèll  (da quadrellum; it. "mattone"), slèppa  (da alapa; it. "sberla", "grande fetta"), stralùsc (da extra lux; it. "lampo", "bagliore"), resgió  (da rectorem; it. "capofamiglia", "anziano saggio"), arimòrtis o àrimo (da arae mortis oppure da alea morta est; modo dire utilizzato dai bambini lombardi per sospendere un gioco prendendosi una pausa. L'espressione usata per far riprendere il gioco è invece arivivis, che deriva dal latino alea viva est)
Altri termini di derivazione latina sono incœu (da hinc hodie; it. "oggi"), pèrsich o pèrsegh (da persicum; it. "pesca"), erborín  (da herbulam; it. "prezzemolo"), erbión  (da herbilium; it. "pisello"), pàlta (da paltam; it. "fango"), morigioeù  (da muriculum; it. "topolino"), loeùva (da lobam; it. "pannocchia di granoturco"), sgagnà  (da ganeare; it. "pannocchia di granoturco"), sidèll (da sitellum; it. "secchio"), gibóll (da gibbum; it. "ammaccatura"), prestinee (da pristinum; it. "panettiere"). Un modo di dire in lingua lombarda derivante dal latino è te doo nagòtt (da tibi do nec guttam; letteralmente "non ti do neanche una goccia", che significa "non ti do niente").

### Dai Longobardi ai vocaboli derivanti dallo spagnolo

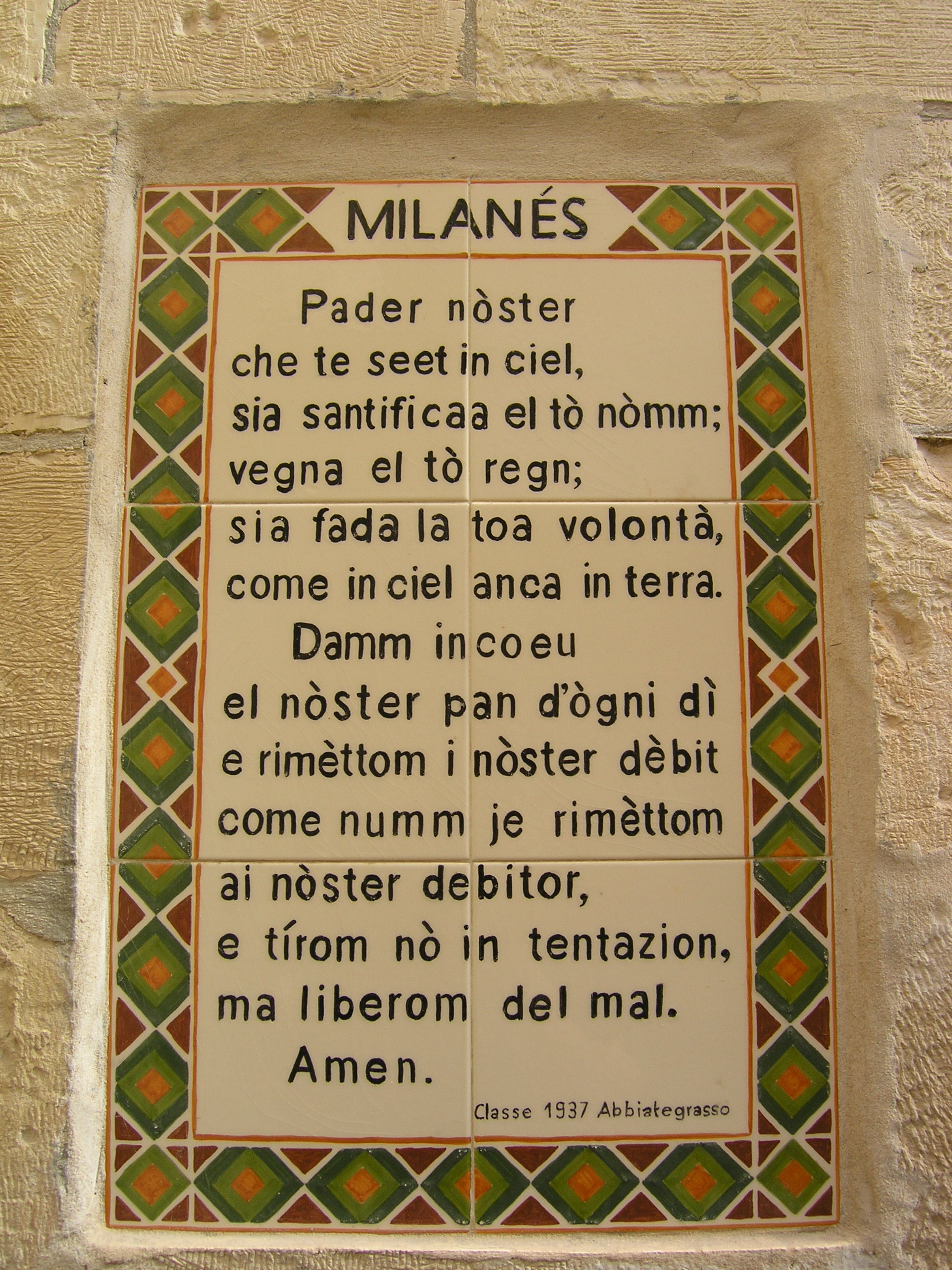
La preghiera del Padre nostro in dialetto milanese, che si trova presso la chiesa del Pater Noster, a Gerusalemme

Con la caduta dell'Impero romano d'Occidente e l'arrivo dei barbari, la lingua lombarda si è arricchita di lemmi derivanti dalla lingua gotica e dalla lingua longobarda. Molte parole derivanti da questi due idiomi sono giunte sino al XXI secolo come, ad esempio, per quanto riguarda il longobardo, bicer (da bikar; it. "bicchiere"), scossà (da skauz; it. "grembiule"), busècca (da butze; it. "trippa"), aggettivi tra cui stracch (da strak; it. "stanco"), verbi tra cui trincà ("bere") o gregnà ("ridere"), avverbi quali scé ("così"; cfr. ing. e ted. so), mentre, per quanto riguarda il gotico, biott (da blauths; it. "nudo"). In particolare, il longobardo ha formato il superstrato della lingua lombarda, visto che questa popolazione non impose la propria lingua; la lingua longobarda lasciò quindi tracce senza germanizzare il lombardo, che rimase pertanto un idioma romanzo.
Durante il Medioevo, similmente a quanto successo alla maggior parte delle lingue europee, la lingua lombarda si è arricchita di lemmi derivanti dall'arabo e dall'ebraico, come ad esempio zuccher (dall'arabo sukkar; it. "zucchero") e sabbet (dall'ebraico sabbath; it. "sabato"). Diversi sono poi i vocaboli provenienti dalla lingua occitana come molà (da amoular; it. "arrotare"), setàss (da sassetar; it. "sedersi"), boffà  (da bouffar; it. "soffiare", "ansimare"), dervì (da durbir; it. "aprire"), quattà (da descatar; it. "coprire"), domà (da mà; it. "solamente", "solo"). Una frase in lingua lombarda con quest'ultimo vocabolo è vègni domà mì (it. "vengo solo io").
Il lessico della lingua lombarda ha conosciuto un grande ampliamento nel XVII secolo, quando la lingua fiorentina diventò la lingua letteraria italiana e la lingua francese raggiunse lo status di lingua diplomatica internazionale. È di questi secoli la differenziazione della lingua nei vari dialetti lombardi, che fu causata dalla divisione politica e amministrativa della Lombardia. La Repubblica di Venezia influenzò limitatamente il bergamasco e il bresciano, così come il dominio spagnolo sul Ducato di Milano; come conseguenza il dialetto milanese, e in seguito i dialetti delle zone limitrofe, si sono arricchiti di nuovi lemmi derivanti dalla lingua spagnola come scarligà (da escarligar; it. "inciampare"), locch (da loco; it. "teppista", "stupido"), fà marrón (da marro ; it. "fare uno sbaglio", "essere scoperti"), stremìzzi (da estremezo; it. "spavento", "paura"), pòss (da posado; it. "raffermo"), rognà (da rosnar; it. "brontolare"), tomàtes (da tomate; it. "pomodoro"), pìtta (da pita; it. "chioccia"), cìtto (da chito; it. "zitto"), tarlùcch (da tarugo; it. "pezzo di legno", "duro di comprendonio"), mondeghili (dal catalano mondonguilha; è il nome delle "polpette alla milanese") e smorzà (dal basco smorzar; it. "spegnere").

### Dai vocaboli derivanti dal francese a quelli derivanti dall'inglese

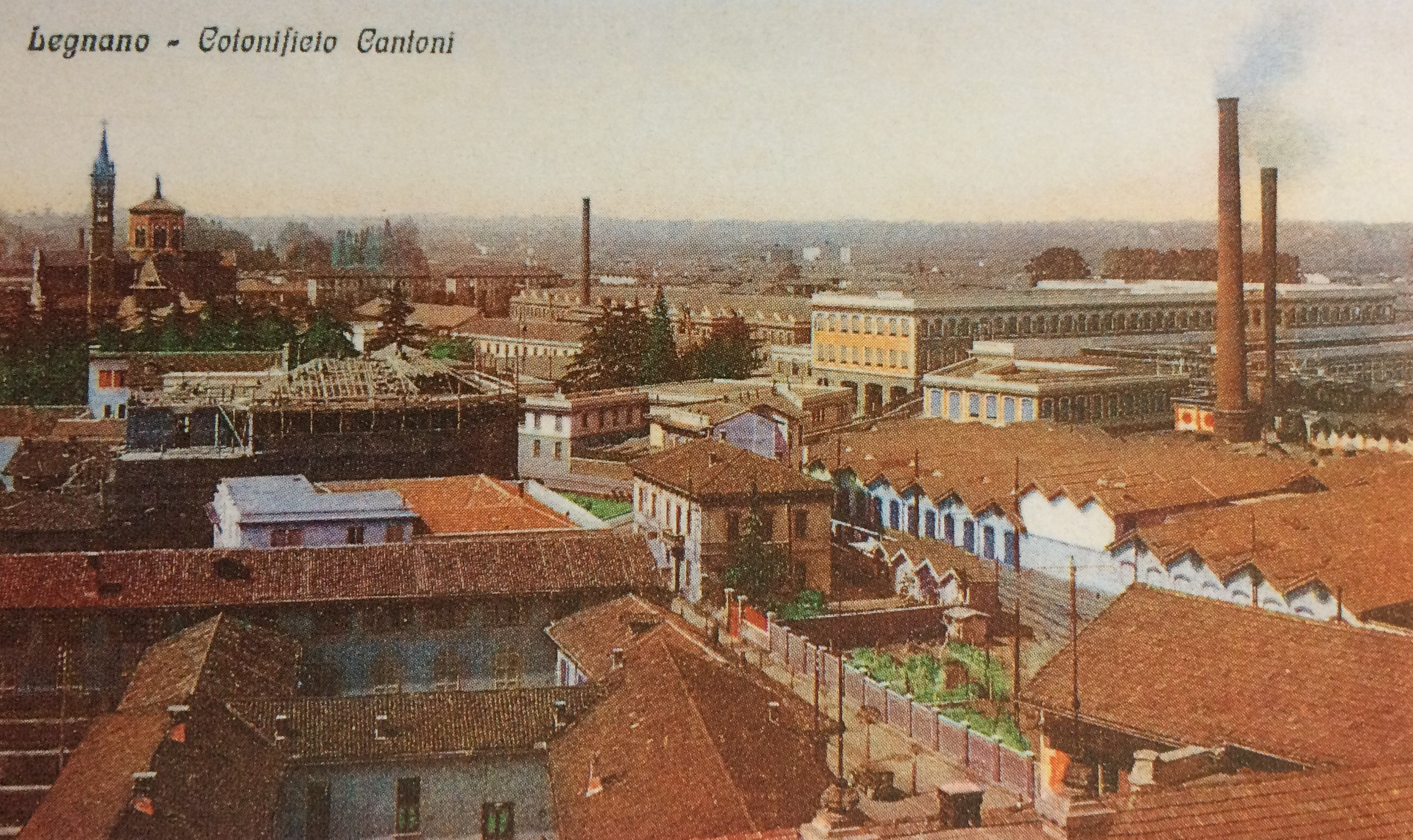
Veduta dello storico stabilimento legnanese del Cotonificio Cantoni nel 1920. Per questa fabbrica i legnanesi coniarono il neologismo dialettale "Cantunificiu"

Dal XVIII secolo al XIX secolo, complici prima l'illuminismo e poi le invasioni napoleoniche, la lingua lombarda si arricchì di lemmi derivanti dalla lingua francese come, ad esempio, buscion (da bouchon; it. "turacciolo"), rebellott (da rebellion; it. "confusione"), sacranón (da sacrè nom de Dieu; it. "accidenti", "perbacco"; una tipica frase in lombardo con questo vocabolo, con però un diverso significato, è ti te seet on sacranón!, ovvero "sei una bestia!"), clèr (da éclair; it. "saracinesca"), articiòch (da artichaut; it. "carciofo"), assee (da assez; it. "abbastanza", "a sufficienza"), giambón (da jambon; it. "prosciutto"), paltò (da paletot; it. "cappotto"), fàtt (da fade; it. "insipido"), fránch (da francs; it. "soldi") e ciffón (da chiffon; it. "comodino").
La dominazione austriaca lasciò invece vocaboli derivanti dalla lingua tedesca come topìch (it. "inciampo"), sgurà (it. "lavare con energia", "tirare a lucido"), móchela (it. "smettila"), baùscia (da bauschen; it. "gonfiarsi", "sbruffone"), ghèll (da geld; it. "centesimo di una moneta"), tóder  (da deutscher; it. "tedesco", "austriaco", "duro di comprendonio"), ganivèll (da geld; it. "giovincello", "giovane presuntuoso") e sgnàppa  (da schnaps; it. "grappa").
Dopo l'unità d'Italia (1861) per la lingua lombarda iniziò, come già accennato, un processo di italianizzazione, fenomeno che sta continuando anche nel XXI secolo. Più recenti sono i vocaboli della lingua lombarda che derivano dalla lingua inglese: fòlber o fòlbal (da footbal; it. "gioco del calcio"), sguángia (da sgweng; it. "donna di facili costumi"), sánguis (da sandwich; it. "panino imbottito") nonché brùmm e brumìsta (da brougham; significano, rispettivamente, "carrozza" e "vetturino").
Anche la lingua lombarda, come tutti i linguaggi, si è continuata ad arricchire, ancora in tempi relativamente recenti, di neologismi. Un esempio è Cantunificiu, che è il vocabolo in dialetto legnanese per chiamare il Cotonificio Cantoni, azienda tessile attiva fra il 1828 ed il 2004.

## Varietà

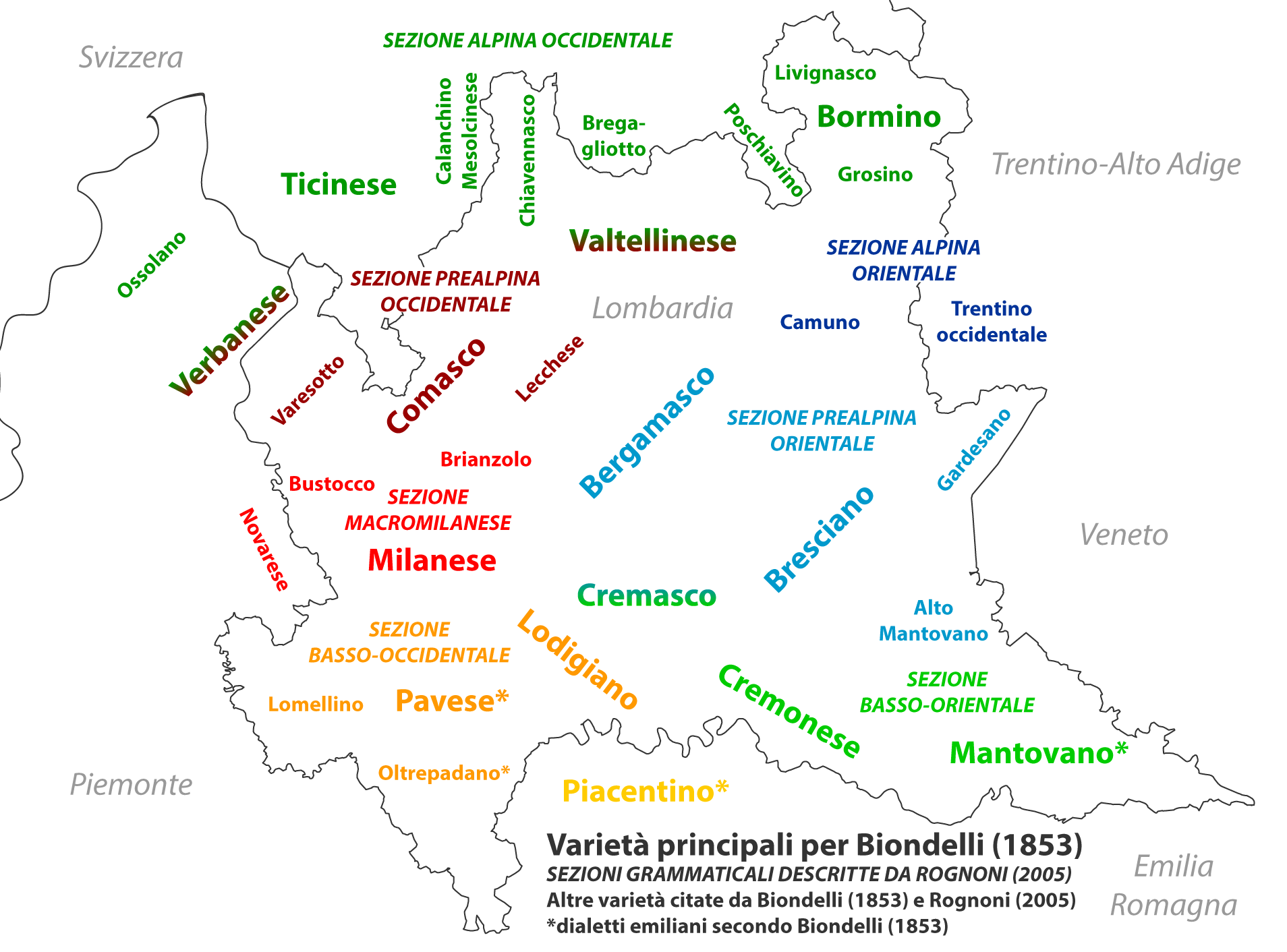
Mappa delle varietà della lingua lombarda

Le due varietà linguistiche principali della lingua lombarda, secondo la classificazione fatta per la prima volta da Bernardino Biondelli a metà del XIX secolo e più abbandonata, sono quella orientale (transabduano o orobico) e quella occidentale (denominata anche nei secoli scorsi cisabduano o insubre), varianti che presentano differenze principalmente fonologiche.
Mentre Biondelli suddivide a loro volta i due gruppi in alcuni dialetti principali (milanese, lodigiano, comasco, valtellinese, bormiese, verbanese e ticinese per il gruppo occidentale; bergamasco, cremasco, bresciano e cremonese per quello orientale), classificazioni più recenti hanno preferito descrivere delle aree omogenee - dal punto di vista fonologico e grammaticale - che prendono in considerazione un maggior numero di varietà locali.

## Locutori
Sono circa 3,5 milioni le persone che parlano la lingua lombarda in diglossia con l'italiano – con quest'ultimo lingua prevalente – corrispondente a circa il 30% della popolazione (dato del 2006). La percentuale scende drasticamente se vengono considerate le persone che parlano abitualmente la lingua lombarda (il 9,1% in famiglia e il 7,1% fuori), che fa classificare la Lombardia agli ultimi posti in Italia per l'utilizzo, esclusivo o prevalente, del dialetto: nel primo caso la Lombardia è sette punti sotto la media nazionale, nel secondo sei. Nel corso degli anni si è registrato un drastico calo dei locutori abituali: dal 1991 al 2006 le persone che parlano abitualmente la lingua lombarda si è dimezzata (– 8,5% in casa e – 4,6% fuori).
Per quanto riguarda invece i locutori occasionali, come accennato, la percentuale è circa il 30% della popolazione dell'area dov'è diffuso, il 35,7% in famiglia e il 32,1% fuori. Anche in questo caso, rispetto al 1991, si è registrato un calo nel numero di persone che parlano il dialetto: la percentuale è scesa, rispettivamente, del 17% e del 5% a causa dell'aumento del numero dei bambini che parlano esclusivamente l'italiano. Eccezione è il Canton Ticino, dove il dialetto è molto più utilizzato e gode di una buona considerazione fermo restando un calo dei locutori, dagli anni novanta del XX secolo al XXI secolo, anche in questo territorio.

## Sistema di scrittura
L'attuale Lombardia linguistica non ha mai fatto esperienza di una koinè a livello strettamente regionale, nemmeno prima del 1500, quando con lingua lombarda si indicava ancora la koinè padana (anche detta lombardo-veneta o alto-italiana), diffusa nella quasi totalità dell'Italia settentrionale prima dell'affermarsi della norma toscana: per tale motivo oggi sono diversi i sistemi di scrittura usati per la resa grafica dei dialetti lombardi.
Sono due comunque le tipologie ortografiche predominanti nell'uso corrente, che convivono in una situazione di sostanziale digrafia sul territorio: quella delle grafie di tipo classico, sviluppate dalla letteratura milanese a partire dal Seicento, e quella delle grafie di tipo moderno, sorte sul modello ticinese dall'inizio del Novecento.
A queste si sono poi aggiunte numerose ortografie sperimentali, sviluppate a partire dagli anni Duemila, nel tentativo di creare un sistema di scrittura unitario per tutti i dialetti lombardi, talvolta ispirate ai sistemi già diffusi, talvolta completamente originali.

### Ortografia classica

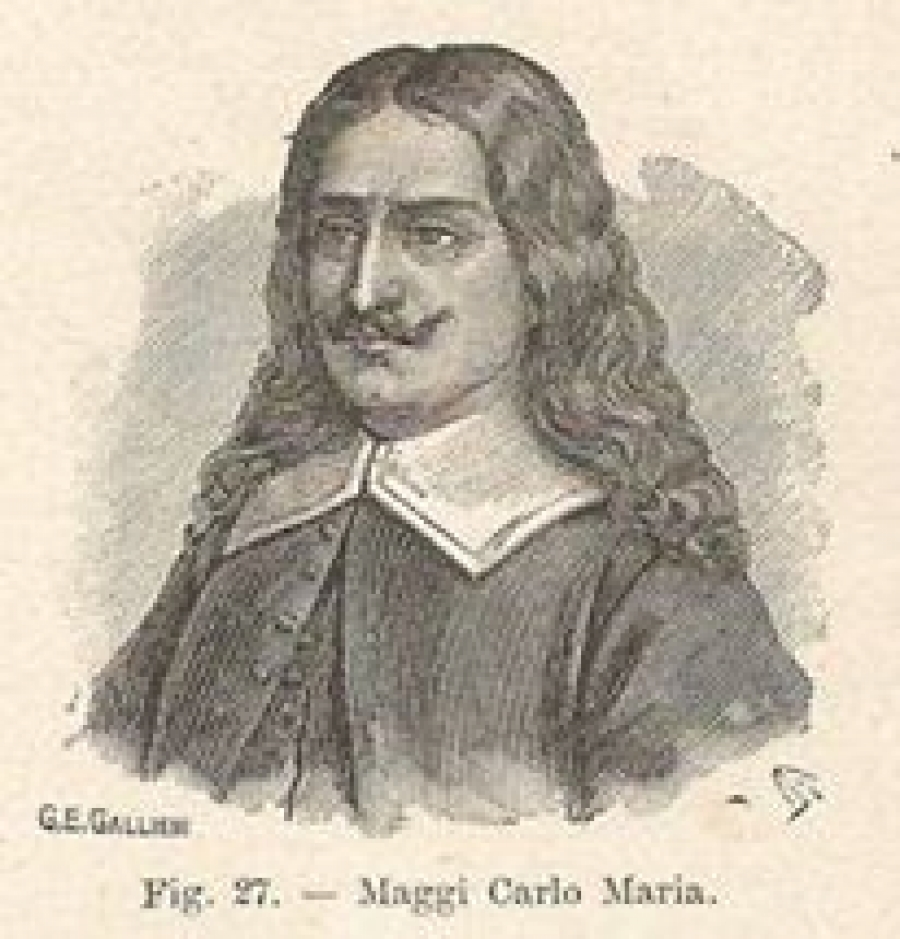
Carlo Maria Maggi, scrittore e commediografo milanese, autore del primo sistema di scrittura usato per la lingua lombarda, il "milanese classico"

Quello con più prestigio e tradizione storica è il milanese classico, nato nel XVII secolo grazie a Carlo Maria Maggi, codificato nell'Ottocento grazie tra gli altri a Francesco Cherubini e utilizzato fino alla prima metà del XX secolo, con piccole differenze dettate dalle esigenze fonetiche locali, in tutte le zone lombardofone: basato sul sistema di scrittura della lingua toscana, e quindi anche dell'italiano, possiede elementi specifici per rendere graficamente i fonemi peculiari della lingua lombarda come, ad esempio, il gruppo "oeu" per scrivere la vocale anteriore semichiusa arrotondata /ø/ (lomb. coeur, it. "cuore"), che si usa anche nella lingua francese, nonché la u per il suono /y/, oppure la ó per la cosiddetta "u toscana" /u/. L'ortografia classica non usa diacritiche né dieresi, adattandosi bene all'uso della tastiera italiana per personal computer. Le principali difficoltà per chi è alfabetizzato in italiano hanno a che fare con il sistema vocalico, specie per quanto riguarda o e u. Infine, essa si adatta meglio alle varietà occidentali del lombardo rispetto a quelle orientali.

### Ortografie moderne

#### Ortografia ticinese

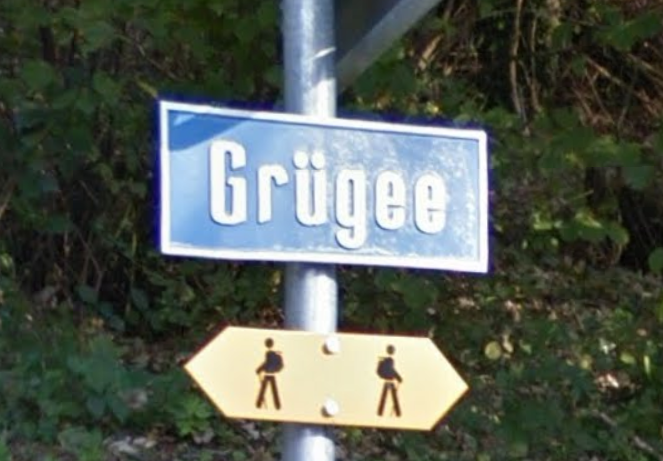
Cartello indicante la località di Grügee nel comune di Castel San Pietro (TI-CH), scritto in grafia ticinese

Il secondo sistema di scrittura ad essere sviluppato è stata la cosiddetta ortografia ticinese, codificata nel 1907 da Carlo Salvioni per la redazione del Vocabolario dei dialetti della Svizzera italiana, un sistema di tipo fonologico (nel quale ad ogni fonema corrisponde un certo grafema o digramma) che utilizza gli stessi elementi etimologici della lingua italiana, ai quali si aggiunge l'uso delle dieresi per la rappresentazione delle vocali turbate (ö per /ø/, ü per /y/, come nella lingua tedesca).
La codifica ed evoluzione dell'ortografia è a cura del Centro di dialettologia e di etnografia del Canton Ticino, il che la rende attualmente l'unica ortografia lombarda ad avere una sorta di ufficializzazione nell'uso pubblico, trovando impiego anche nella segnaletica stradale (in particolare nell'indicazione di toponimi locali), sia nel Ticino che nei Grigioni.
Caratteristica saliente di questa grafia, che la differenzia in modo sostanziale da quella classica, è l'adattamento dello scritto alla pronuncia del parlante, essendo nata per la trascrizione e lo studio delle singole parlate lombarde della Svizzera; questo sistema è stato poi ripreso ed adattato in quasi tutte le aree della Lombardia linguistica, con anche tentativi di codificazione locale.

#### Ortografia moderna

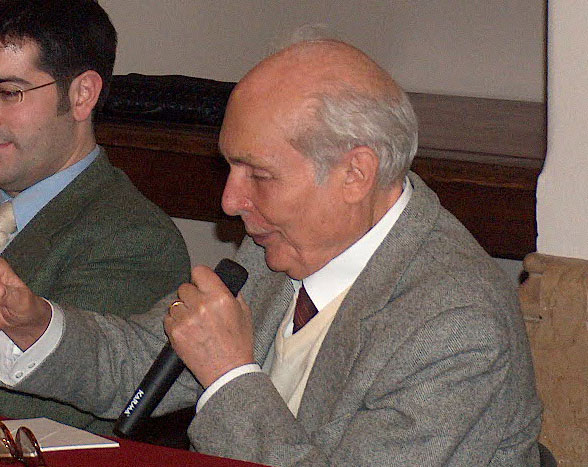
Claudio Beretta, scrittore, storico e linguista milanese, ideatore del sistema di scrittura chiamato "milanese moderno"

Il più importante adattamento della ticinese è la cosiddetta ortografia moderna, proposta nel 1979 da Claudio Beretta - scrittore, storico e linguista, nonché presidente del Circolo Filologico Milanese - per sopperire ai limiti del milanese classico; la differenza principale con la ticinese risiede nell'introduzione del carattere ʃ per la cosiddetta "esse sonora" /z/, con conseguente eliminazione della -ss- intervocalica ad indicare la variante sorda /s/ (come invece avviene anche nella classica) e di ogni altro caso di geminazione grafica delle consonanti (eccetto -nn /n/ per distinzione da -n /ŋ/ velare).
Successivamente, nel 2003, lo stesso Beretta ne ha riproposto una versione aggiornata per la trascrizione di tutti i dialetti lombardi, denominata grafia lombarda semplificata; la difficoltà di uso da tastiera italiana, tuttavia, e la limitata adattabilità ai dialetti lombardi orientali, ne hanno limitato l'uso.

#### Ortografia bergamasca
Tra le grafie derivate dalla ticinese, vi è l'ortografia bergamasca, sviluppata nella prima metà del XX secolo dall'associazione folcloristica "Ducato di Piazza Pontida" (Ortografia del Ducato) e adattata alla resa del bergamasco e degli altri dialetti lombardi orientali; essa si differenzia dall'ortografia milanese moderna, ad esempio, per l'uso del trattino in luogo dell'apostrofo nei digrammi s’c e s’c e la pronuncia della z sempre come fricativa alveolare sonora (zét).

### Ortografie sperimentali
Non sono mancati tentativi contemporanei di sviluppare sistemi ortografici alternativi e adatti all'uso da parte di tutte le varianti del lombardo. Tra questi, vi è il tentativo di sviluppare una ortografia unificata (lomb. urtugrafia ünificada), che non ha attecchito a causa della eccessiva complessità e della scarsa intuitività (oltre che per la mancanza di adattabilità alla tastiera italiana) del sistema, che usa simboli come ç per /z/ e /ʧ/, o ə per /a/, /ə/ ed /e/ atoni, nonché per l'obbligo di segnare la lunghezza vocalica, pur con l'eliminazione degli accenti sul primo grafema del digrafo (aa e non àa).
La grafia cosiddetta insubrica unificata (lomb. insübrica ünificada) è stata invece sviluppata a partire dal 2003 dal periodico La Vus de l'Insübria per la scrittura dei dialetti lombardi occidentali. Questo sistema, che si basa sull'ortografia ticinese, è sostanzialmente l'ortografia milanese moderna priva di ʃ per /z/. Alcuni racconti di Rudyard Kipling sono stati tradotti in lombardo con ortografia insubrica unificata (pur con alcune modifiche minori) dal linguista Marco Tamburelli.
Verso la fine degli anni duemila, su impulso del cantautore Lissander Brasca, è stato sviluppato il sistema polinomico Scriver Lombard, creato per permettere una scrittura più uniforme delle diverse varietà locali del lombardo, con una minore rappresentazione della fonetica: allo stesso simbolo grafico possono essere quindi associate diverse pronunce, a seconda della varietà parlata dal locutore. Lo scriver lombard si pone quindi come grafia-tetto per le diverse varietà del lombardo, abbandonando le convenzioni linguistiche più vicine all'italiano (come il diverso valore di c e g davanti a vocale) per recuperare usi tipici delle scriptae cancelleresche medievali. Benché adatta all'uso da tastiera italiana, lo scriver lombard risulta controintuitivo per chi è alfabetizzato in italiano. Il suo uso resta perciò limitato ad una ristretta cerchia, benché inizi ad essere usato anche da alcuni editori.
Nel 2020 è stato proposto un altro sistema polinomico per la scrittura di tutte le varietà locali del lombardo, chiamato Noeuva Ortografia Lombarda, basato principalmente sulla grafia milanese classica (e sulle sue varianti che si erano sviluppate nella Lombardia orientale, abbandonate però entro la fine del XIX secolo).
| Ortografia classica (1600-) | Ortografia ticinese (1907-) | Ortografia moderna (1979-) | Scriver Lombard (2011-) | Noeuva Ortografia Lombarda (2020-) | Trascrizione fonemica (AFI)      | Traduzione in italiano |
| --------------------------- | --------------------------- | -------------------------- | ----------------------- | ---------------------------------- | -------------------------------- | ---------------------- |
| lombard                     | lumbaart                    | lumbàrt                    | lombard                 | lombard                            | /lum'ba:rt/                      | lombardo               |
| su                          | sü sö                       | sü sö                      | su sœ                   | su soeu                            | /sy/ (occ.) /sø/ (or.)           | su                     |
| fiœu                        | fiöö fiöl                   | fiöö fiöl                  | fiœl                    | fioeul                             | /fjø:/ (occ.) /fjøl/ (or.)       | ragazzo                |
| comun                       | cumün comü                  | cumün comü                 | comun                   | comun                              | /ku'myn/ (occ.) /ko'my/ (or.)    | comune                 |
| nazion                      | nassiù(n) nazziù(n)         | nasiù(n) naziù(n)          | nazion                  | nazzion                            | /na'sju(n)/ /na'tsju(n)/         | nazione                |
| giamò                       | giamò                       | giamò                      | jamò                    | sgiamò                             | /ʤa'mɔ/                          | di già                 |
| casetta                     | caseta                      | caʃèta                     | caseta                  | caseta                             | /ka'zɛta/                        | casetta                |
| gatt                        | gatt                        | gàt                        | gat                     | gat                                | /gat/                            | gatto                  |
| Lecch                       | Lecch                       | Lèch                       | Lec                     | Lech                               | /lɛk/                            | Lecco                  |
| Còmm                        | Comm Cumm                   | Còm Cum                    | Com                     | Com                                | /kɔm/ /kum/                      | Como                   |
| parlaa                      | parlaa parlàt               | parla parlàt               | parlad                  | parlad                             | /par'la:/ (occ.) /par'lat/ (or.) | parlato                |
| pajœu                       | pajöö pajöl                 | paiöö paiöl                | paiœl                   | pajoeul                            | /pa'jø:/ (occ.) /pa'jøl/ (or.)   | paiolo                 |
| dur                         | düür                        | düür                       | dur                     | dur                                | /dy:r/                           | duro                   |

## Cinema in lingua lombarda

### Audiovisivi

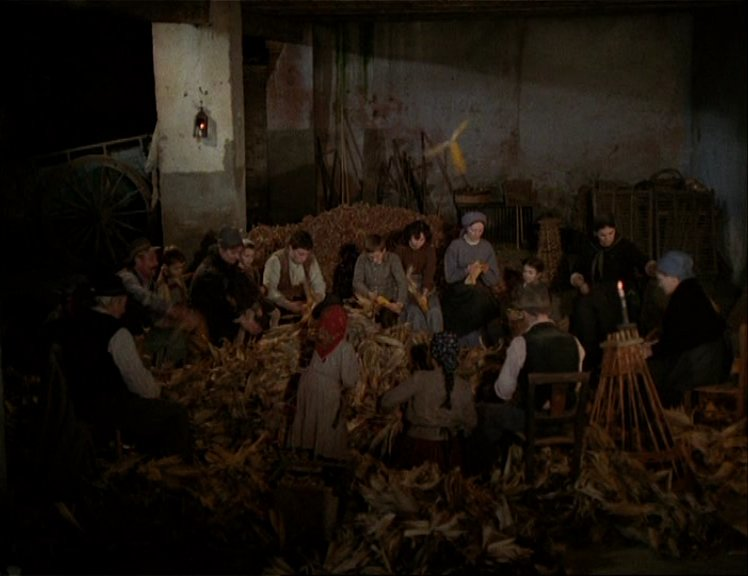
Una scena del film L'albero degli zoccoli di Ermanno Olmi

- L'albero degli zoccoli (1978), di Ermanno Olmi, girato in dialetto bergamasco e successivamente doppiato in italiano. Pluripremiato anche fuori dall'Italia, è stato selezionato tra i 100 film italiani da salvare[157].
- ...Ma 'l testimoni al dörmiva (1981), sceneggiato poliziesco in due parti in dialetto ticinese di Vittorio Barino e Martha Fraccaroli[158].
- Ona strada bagnada (1999), pluripremiato cortometraggio di Lamberto Caimi in dialetto milanese.
- Desmentegass - Molti non ricordano (2003), documentario in dialetto milanese di Lamberto Caimi sui bombardamenti di Milano dell'agosto 1943.
- El prét nöf (2010 - 2015), serie di film in dialetto bresciano. In una delle puntate vi compare per beneficenza anche Cesare Prandelli, ex commissario tecnico della Nazionale italiana di calcio[159].
- Questar. Foeuja e radìs (2012), cortometraggio di Angelo Guarracino in dialetto milanese[160].
- La Palmira - Ul film (2013), lungometraggio di Alberto Meroni in dialetto ticinese[161].
- Frontaliers (2010 - 2014), serie tv per la regia di Chris Guidotti, Barbara Lehnhoff e Nick Rusconi, trasmessa in dialetto ticinese dalla Televisione svizzera di lingua italiana.
- Ora cammina con me (dess damm a brascet) (2012), lungometraggio di Stefano Tagliaferri in dialetto lecchese[162]
- Il mattino sorge ad est (2014), lungometraggio di Stefano Tagliaferri in dialetto lecchese[163].
- La Palmira - Complotto nel Mendrisiotto (2015), lungometraggio di Alberto Meroni in dialetto ticinese[164].

### Doppiaggi
Esistono quattro doppiaggi in dialetto ticinese, curati dal TEPSI (Teatro Popolare della Svizzera Italiana) sotto la direzione di Yor Milano, di celebri pellicole cinematografiche:
- Sentieri selvaggi (Se ta cati...ta copi!), regia di John Ford  (1956), doppiato nel 2009.[165]
- A qualcuno piace caldo (Düü Testimoni Scomod), regia di Billy Wilder (1959), doppiato nel 2009.[166]
- Tre uomini in fuga (Scapa ti… Che a scapi anca mi), regia di Gérard Oury (1966), doppiato nel 2016.[167]
- I fratelli neri (Spazzacamit), regia di Xavier Koller (2013), doppiato nel 2018.[168]

### Esplicative
1. ↑  Escluse la provincia di Mantova, l'Oltrepò Pavese, la provincia di Pavia e il Casalasco in provincia di Cremona.
2. ↑  Parlato in provincia di Novara e in provincia del Verbano-Cusio-Ossola.
3. ↑  Parlato in Val Rendena, Val Bona e Valle di Ledro.
4. ↑  Eccetto Bosco Gurin.
5. ↑  Parlato nel Grigioni italiano.
6. ↑  Parlato a Botuverá, in Brasile, comune fondato da emigrati italiani provenienti prevalentemente dalla pianura tra Treviglio e Crema. Una tesi dell'Università di Leiden sul Brazilian Bergamasch: .
7. ↑  Riconoscendo l'arbitrarietà delle definizioni, nella nomenclatura delle voci viene usato il termine "lingua" in accordo alle norme ISO 639-1, 639-2 o 639-3. Negli altri casi, viene usato il termine "dialetto".
8. ↑  Ortografia milanese classica, NOL e SL
9. ↑  Ortografia ticinese
10. ↑  Meno comunemente detto anche gallo-romanzo-cisalpino, famiglia che costituisce un sistema linguistico distinto sia rispetto all'italiano sia rispetto al retoromanzo
11. ↑  Sistema superiore che riunisce più sistemi inferiori, anche solo parzialmente omogenei dal punto di vista fonematico, morfologico e lessicale (Treccani)
12. ↑  "[In ogni caso] la carta non specifica quali lingue europee corrispondono al concetto di lingue regionali o minoritarie quali definite al suo articolo 1. In realtà, lo studio preliminare sulla situazione linguistica in Europa effettuato dalla Conferenza permanente dei poteri locali e regionali d'Europa ha condotto gli autori della carta a rinunciare ad allegarvi un elenco delle lingue regionali o minoritarie parlate in Europa. Malgrado la competenza dei suoi autori, un tale elenco sarebbe stato di certo ampiamente contestato per ragioni linguistiche, come pure per altre ragioni. Inoltre, rivestirebbe un interesse limitato poiché, almeno per quanto riguarda i provvedimenti specifici che figurano nella Parte III della carta, le Parti avranno un ampio potere discrezionale per stabilire le misure che si devono applicare ad ogni lingua. La carta presenta delle soluzioni appropriate per le varie situazioni delle diverse lingue regionali o minoritarie, ma non avanza giudizi sulla situazione specifica rispetto a dei casi concreti". Carta Europea delle lingue regionali o minoritarie, Consiglio d'Europa, Rapporto Esplicativo STE n. 148; traduzione non ufficiale.
13. ↑  Interrogatus è forma latina usata nei verbali ufficiali degli interrogatori.
14. ↑  Tandœuggia è Babbuasso secondo Arrighi, p. 743.
15. ↑  Tananan è Scricciolo o Ciampichino secondo Arrighi, p. 743.
16. ↑  Condamm è storpiatura del latino quondam usato negli atti ufficiali.
17. 1 2  Il Biondelli riporta che il dialetto milanese fu la prima variante lombarda a perdere questo tempo verbale. Cfr. Biondelli, Bernardino: Saggio sui dialetti Gallo-italici, 1853.

### Bibliografiche
1. ↑  (EN) UNESCO Interactive Atlas of the World’s Languages in Danger, su unesco.org.
2. 1 2 3 4 5 6 7 8 9 10 11 12 13 14 15 16 17 18 19 20 21 22   lombardi, dialetti, in Enciclopedia dell'italiano, Roma, Istituto dell'Enciclopedia Italiana, 2010-2011.
3. 1 2 3 4  (EN) Documentation for ISO 639 identifier: LMO, su www-01.sil.org.
«Identifier: LMO - Name: Lombard - Status: Active - Code set: 639-3 - Scope: Individual - Type: Living»
4. 1 2  (EN)   Ethnologue report for language "lmo", su ethnologue.com.
5. ↑  Comitato per la Salvaguardia dei Patrimoni Linguistici, La lingua lombarda esiste?, 9 febbraio 2017
6. ↑   Galloitalico: Più Gallo o più Italico?, su patrimonilinguistici.it.
7. ↑  (EN) Lissander Brasca, Classification of Gallo-"Italic": Current issues in the literature and proposals for a solution (PDF), Bangor University, 2022.
8. 1 2 3 4  (EN) Mary C. Jones e Claudia Soria, Assessing the effect of official recognition on the vitality of endangered languages: a case of study from Italy, in Policy and Planning for Endangered Languages, Cambridge, Regno Unito, Cambridge University Press, 2015,  p. 130.
«Lombard (Lumbard, ISO 639-9 lmo) is a cluster of essentially homogeneous varieties (Tamburelli 2014: 9) belonging to the Gallo-Italic group. It is spoken in the Italian region of Lombardy, in the Novara province of Piedmont, and in Switzerland. Mutual intelligibility between speakers of Lombard and monolingual Italian speakers has been reported as very low (Tamburelli 2014). Although some Lombard varieties, Milanese in particular, enjoy a rather long and prestigious literary tradition, Lombard is now mostly used in informal domains.  According to Ethnologue, Piedmontese and Lombard are spoken by between 1,600,000 and 2,000,000 speakers and around 3,500,000 speakers respectively. These are very high figures for languages that have never been recognised officially nor systematically taught in school»
9. ↑   Lombard, su thefreedictionary.com.
«Any of a group of Romance languages spoken in Lombardy and adjacent regions and closely related to Provençal, Romansh, Franco-Provençal, and French»
10. ↑  (EN) International African Institute, A Handbook of African Languages, in Africa: Journal of the International African Institute, vol. 16, n. 3, Cambridge University Press, Luglio 1946,  pp. 156-159.
11. ↑  (EN) Glauco Sanga, Lombardy, in Martin Maiden, Mair Parry (a cura di), The Dialects of Italy, Routledge, 1997,  p. 253, ISBN 0-415-11104-8.
«The differences between western Lombard [...] and eastern Lombard [...], together with the transitional areas [...], are too pronounced to allow Milanese to represent the whole of Lombardy. Nevertheless, there was a time when a basically Milanese type extended from Novara up to Trento and across to Verona; and it is this common base that constitutes the unity of the Lombard dialect group, whereas differences are due to later more superficial developments.

Recent research [...] reveal an essentially homogeneous linguistic area (of the Milanese type) stretching from W. Lombardy to the provinces of Trento and Verona, giving ground to the E. Lombard dialect type, spreading out from the cities of Bergarno and Brescia, but failing to submerge these two provinces completely. Resistance to eastern innovations or simply remoteness explain why some valleys (e.g., Gandino, Camonica, Giudicarie, Ledro and Rendena) still speak substantially Milanese-type dialects.»
12. ↑   Scope of Denotation | ISO 639-3, su iso639-3.sil.org. URL consultato il 27 ottobre 2022.
«Two related varieties are normally considered varieties of the same language if speakers of each variety have inherent understanding of the other variety (that is, can understand based on knowledge of their own variety without needing to learn the other variety) at a functional level.»
13. ↑   galloitàlico in Vocabolario - Treccani, su www.treccani.it. URL consultato il 23 ottobre 2022.
14. ↑   galloromanzo in Vocabolario - Treccani, su www.treccani.it. URL consultato il 24 ottobre 2022.
15. ↑   gallo-romanzi, dialetti nell'Enciclopedia Treccani, su www.treccani.it. URL consultato il 24 ottobre 2022.
16. ↑   Michele Loporcaro, Profilo linguistico dei dialetti italiani, Laterza, 2009.
«I dialetti italiani sono dunque varietà italo-romanze indipendenti o, in altre parole, dialetti romanzi primari, categoria che si oppone a quella di dialetti secondari. Sono dialetti primari dell’italiano quelle varietà che con esso stanno in rapporto di subordinazione sociolinguistica e condividono con esso una medesima origine (latina). Dialetti secondari di una data lingua si dicono invece quei dialetti insorti dalla differenziazione geografica di tale lingua anziché di una lingua madre comune.»
17. ↑  Loporcaro 2009,  p. 5.
18. ↑   Dialetto, in Enciclopedia dei ragazzi, Roma, Istituto dell'Enciclopedia Italiana, 2004-2006.
19. ↑  Lorenzo Renzi e Alvise Andreose - Manuale di linguistica e filologia romanza - Ed. Il Mulino, Bologna  - Nuova edizione - 2015, pagina 57: " (…) I dialetti italiani settentrionali comprendono le varietà parlate in Piemonte, nella Liguria, nella Lombardia, nel Trentino, nel Veneto e, infine, nell'Emilia e nella Romagna (…)"
20. 1 2 3 4 5 6  Agnoletto, p. 120.
21. 1 2  D'Ilario, 2003, p. 28.
22. 1 2  D'Ilario, 2003, p. 29.
23. 1 2 3 4 5 6 7 8 9 10 11 12 13 14 15 16 17 18 19 20   Il milanese crogiuolo di tanti idiomi, su lagobba.it. URL consultato il 24 settembre 2017.
24. ↑   Josh Brown, Il contatto linguistico nel medioevo lombardo, in Revista de Filología Románica, vol. 35, 2018.
«La formazione di una koinè si può considerare la caratteristica principale dello sviluppo della lingua lombarda dal Quattrocento al Cinquecento. Fino a che punto Milano influenzasse la koinè lombarda è tuttavia ancora una questione aperta. Da un lato, alcuni studiosi sostengono che Milano svolgeva un ruolo di forza centralizzatrice per la “milanesizzazione” degli altri volgari lombardi, in
modo simile a quanto accadeva in Piemonte e in Veneto. Dall’altro, molti studi negano a Milano questo ruolo sulla koinè lombarda e ribadiscono l’importanza di verificare se il prestigio di Milano influenzava i volgari non-milanesi.»
25. ↑  Rognoni, Andrea: Grammatica dei dialetti della Lombardia, Mondadori, 2005, pag.9
26. 1 2  Massarani, Tullo. Tenca, Carlo: Prose e poesie scelte di Carlo Tenca - Volume 2, Hoepli, 1888,
 pag.169
27. ↑  Loporcaro, Michele: Profilo linguistico dei dialetti italiani, Laterza, 2009, pag. 97
28. ↑  Cortellazzo, Manlio: Profilo dei dialetti italiani: Lombardia, Pacini, 1988,
 pag. 12
29. ↑  Bonfadini, Giovanni 1992: I dialetti trentini occidentali In: Atti del II convegno sui dialetti del Trentino: 18-19-20 ottobre 1991 / a cura di Aldo Bertoluzza. - Trento: Centro culturale "Fratelli Bronzetti" Editore, 1992, p. 35-60.
30. ↑  Karl Jaberg, Jakob Jud - Sprach- und Sachatlas Italiens und der Südschweiz (AIS) (NavigAIS-web Archiviato l'11 dicembre 2016 in Internet Archive. Versione online navigabile)
31. ↑  A.A.V.V.: Rivista italiana di dialettologia, Volumi 17-18, Cooperativa libraria universitaria editrice, 1994, pag.55
32. ↑   Biondelli, Bernardino: Saggio sui dialetti Gallo-italici, 1853, p. 55, su archive.org.
33. ↑   emiliano-romagnoli, dialetti, in Enciclopedia dell'italiano, Roma, Istituto dell'Enciclopedia Italiana, 2010-2011.
34. ↑  Sobiela-Caanitz, Guiu: Genesi della nazione piemontese, 1983
35. ↑  (EN)  Brazilian Bergamasch: an Italian language spoken in Botuverá (Santa Catarina, Brazil), su openaccess.leidenuniv.nl. URL consultato il 23 luglio 2018.
36. ↑   Scope of denotation for language identifiers, su www-01.sil.org.
37. ↑   Language codes - ISO 639, su iso.org.
38. ↑   Legislazione europea - Carta europea delle lingue regionali o minoritarie (PDF), su cesdomeo.it. URL consultato il 20 settembre 2017 (archiviato dall'url originale il 12 maggio 2016).
39. ↑   Carta europea delle lingue regionali o minoritariee, su minoranzelinguistiche.provincia.tn.it. URL consultato il 20 settembre 2017.
40. 1 2   Lingue regionali, l’Italia verso la ratifica della Carta europea di tutela, su eunews.it. URL consultato il 20 settembre 2017.
41. ↑   Red book of endangered languages, su helsinki.fi.
42. ↑   "Lombardia bilingue con il dialetto": progetto di legge presentato in Regione, su ilgiorno.it, Il Giorno. URL consultato il 1º giugno 2016.
43. ↑   Dialetto, la Lega propone il bilinguismo in Regione, su affaritaliani.it, Affari Italiani. URL consultato il 1º giugno 2016.
44. ↑   La Lombardia ha una nuova legge sulla cultura Pilastri: identità, valorizzazione del patrimonio e innovazione, su lombardiaquotidiano.com. URL consultato il 20 settembre 2017 (archiviato dall'url originale il 21 settembre 2017).
45. ↑  sentenza costituzionale nr. 81 del 2018 - https://www.cortecostituzionale.it/actionSchedaPronuncia.do?anno=2018&numero=81
46. 1 2  Bascapè, Angelo: Arte e religione nei poeti lombardi del Duecento, Olschki, 1964
47. ↑   L'oltretomba senz'anima (o quasi) di Bonvesin da la Riva, su treccani.it. URL consultato il 24 settembre 2017.
48. ↑   Opere di Bonvesin de la Riva, su classicitaliani.it. URL consultato il 21 settembre 2017 (archiviato dall'url originale il 7 agosto 2019).
49. ↑   koine, in Enciclopedia dell'italiano, Roma, Istituto dell'Enciclopedia Italiana, 2010-2011.
50. ↑  (FR)  Emmanuel Bury, Tous vos gens a latin: le latin, langue savante, langue mondaine (XIVe-XVIIe siècles), su books.google.it.
51. ↑   Alberto Varvaro, XIV congresso internazionale di linguistica e filologia romanza, Napoli, 15-20 Aprile 1974 : atti, su books.google.it.
52. ↑  Aa.Vv., Studi glottologici italiani, Volume 7, E. Loescher, Torino 1920, p. XXV e seguenti.
53. ↑  «Tra questi appunto vi è il dialetto della Val Maggia (Svizzera), con cui ora egli tenta connettere il sanfratellano e anche, con allargarne eventualmente un po' i confini, gli altri dialetti gallici di Sicilia» da: Giacomo de Gregorio, Studi glottologici italiani, Volume 2, E. Loescher, 1901, p. 280.
54. ↑  «L'origine monferrina dei dialetti lombardi di Sicilia è stata sostenuta da taluni autori. Le colonie gallo-italiche stabilitesi nell'isola nei secc. XI e XII, in seguito al trasferimento dei Marchesi del Monferrato in Sicilia» da  Giuseppe Maria Musmeci Catalano, La sacra rappresentazione della natività nella tradizione italiana, a cura di Carmelo Musumarra, Firenze, L. S. Olschki, 1957,  p. 35, SBN LO10349333.
55. ↑  (FR)  Jules Gay, L'Italie meridionale et l'empire Byzantin, Parigi 1904, vol. II, p. 450-453.
56. ↑   Fiorenzo Toso, Le minoranze linguistiche in Italia, Bologna, Il Mulino, 2008,  p. 137, ISBN 978-88-15-12677-1.
57. ↑   Le colonie 'lombarde' si insediano in Sicilia, su casalenews.it. URL consultato il 1º ottobre 2017.
58. ↑  Fiorenzo Toso, Frammenti d'Europa: guida alle minoranze etnico-linguistiche e ai fermenti autonomisti, Baldini &Castoldi, Milano 1996.
59. ↑   I Lombardi di Sicilia, su Patrimoni Linguistici. URL consultato il 9 luglio 2017.
60. ↑  Fiorenzo Toso, Lingue d'Europa: la pluralità linguistica dei paesi europei fra passato e presente, Baldini Castoldi Dalai, Milano 2006, p. 158.
61. ↑  Franco Cardini (a cura di), L'Italia medievale, Touring club italiano, Milano 2004, p. 312.
62. ↑   Le lingue della Lucania, su regione.basilicata.it. URL consultato il 1º ottobre 2017.
63. ↑   Libro delle Espressioni, Registro delle Eredità Immateriali della Sicilia, Parlata Alloglotta Gallo Italico, su regione.sicilia.it. URL consultato il 1º ottobre 2017.
64. 1 2 3   Distribuzione dei dialetti siciliani e degli allofoni, su itispiazza.it. URL consultato il 1º ottobre 2017 (archiviato dall'url originale l'8 luglio 2013).
65. 1 2 3   Carta regionale dei luoghi dell'identità e della memoria-Implementazione, su regione.sicilia.it. URL consultato il 1º ottobre 2017.
66. ↑  Salvatore Claudio Sgroi, I gallo-italici minoranze linguistiche? Identità e impenetrabilità delle varietà gallo-italiche in Sicilia, in Progetto Gallo-italici. Saggi e Materiali 1, a cura di Salvatore Carmelo Trovato, Dipartimento di Scienze linguistiche, filologiche, letterarie medievali e moderne, Catania 1989, pp. 25-71.
67. ↑  Mario Giacomarra, Comunità galloitaliche di Sicilia. Dinamiche territoriali e dimensioni socioculturali, in Vincenzo Orioles, Fiorenzo Toso, Le eteroglossie interne. Aspetti e problemi. Numero tematico
di “Studi Italiani di Linguistica Teorica e Applicata”, n.s., 34/3, 2005, pp. 463–480
68. ↑  Salvatore Carmelo Trovato, Le parlate galloitaliche della Sicilia. Testimonianze e documenti della loro diversità, in Vincenzo Orioles, Fiorenzo Toso, Op. Cit., pp. 553–571
69. ↑  «La popolazione dei centri di dialetto gallo-italico della Sicilia si calcola in circa 60.000 abitanti, ma non esistono statistiche sulla vitalità delle singole parlate rispetto al contesto generale dei dialetti siciliani. Per quanto riguarda le iniziative istituzionali di tutela, malgrado le ricorrenti iniziative di amministratori e rappresentanti locali, né la legislazione isolana né quella nazionale (legge 482/1999) hanno mai preso in considerazione forme concrete di valorizzazione della specificità delle parlate altoitaliane della Sicilia, che pure rientrano a pieno titolo, come il tabarchino della Sardegna, nella categoria delle isole linguistiche e delle alloglossie». Fiorenzo Toso, Gallo-italica, comunità, Enciclopedia dell'Italiano (2010), Treccani
70. ↑   «Nel caso del tabarchino le contraddizioni e i paradossi della 482 appaiono con tutta evidenza se si considera che questa varietà, che la legislazione nazionale ignora completamente, è correttamente riconosciuta come lingua minoritaria in base alla legislazione regionale sarda (L.R. 26/1997), fatto che costituisce di per sé non soltanto un assurdo giuridico, ma anche una grave discriminazione nei confronti dei due comuni che, unici in tutta la Sardegna, non sono in linea di principio ammessi a fruire dei benefici della 482 poiché vi si parla, a differenza di quelli sardofoni e di quello catalanofono, una lingua esclusa dall'elencazione presente nell'art. 2 della legge», Fiorenzo Toso, Alcuni episodi di applicazione delle norme di tutela delle minoranze linguistiche in Italia, 2008, p. 77.
71. ↑  Dalla Sent. Cost. 88/2011, punto 3 cons. dir.: la legge 482/1999 «non esaurisce ogni forma di riconoscimento a sostegno del pluralismo linguistico, ma al contrario si riferisce esclusivamente alla tutela delle minoranze linguistiche storiche»
72. ↑  L.r. Regione Sardegna nr.22/2018, art. 2 punto 2 lettera a) e b): “La presente legge disciplina le competenze della Regione in materia di politica linguistica. In particolare, essa contiene: a) le misure di tutela, promozione e valorizzazione della lingua sarda e del catalano di Alghero; b) le misure di promozione e valorizzazione del sassarese, gallurese e tabarchino”
73. ↑  Brown, Josh: Testimonianze Di Una Precoce Toscanizzazione Nelle Lettere Commerciali del Mercante Milanese Francesco Tanso (?-1398), Archivio Datini, Prato https://www.highbeam.com/doc/1G1-437059133.html Archiviato il 18 agosto 2018 in Internet Archive.
74. ↑   Ludovico il Moro e l'età aurea della Grande Milano, su storico.org. URL consultato il 21 settembre 2017.
75. ↑   Mirko Tavoni, Storia della lingua italiana. Il Quattrocento., su books.google.it. URL consultato il 21 settembre 2017.
76. ↑  Mirko Tavoni, Storia della lingua italiana. Il Quattrocento, Libreriauniversitaria.it Edizioni, 2015, p. 152
77. ↑   ALIONE, Gian Giorgio, in Dizionario biografico degli italiani, Roma, Istituto dell'Enciclopedia Italiana.
78. ↑  Salviati, Leonardo: Degli Avvertimenti Della Lingua Sopra Il Decamerone, Raillard, 1712
79. ↑  (EN)  Hermann Haller, The Other Italy: The Literary Canon in Dialect, su books.google.it. URL consultato il 21 settembre 2017.
80. ↑   LOMAZZO, Giovanni Paolo, in Dizionario biografico degli italiani, Roma, Istituto dell'Enciclopedia Italiana.
81. ↑   Mirko Tavoni, Letteratura Milanese - Fabio Varese, su canzon.milan.it. URL consultato il 21 settembre 2017.
82. ↑   Guglielmo Stefani, Dizionario corografico del Novarese, su books.google.it. URL consultato il 21 settembre 2017.
83. ↑   BIFFI, Giovanni Ambrogio, in Dizionario biografico degli italiani, Roma, Istituto dell'Enciclopedia Italiana.
84. ↑   Carlo Maria Maggi, Comedie e rime in lingua milanese, vol. 2, Milano, 1701,  pp. 100-101.
85. ↑  Atlante del Sapere: Maschere italiane, Edizioni Demetra, 2002, pag. 116
86. ↑  De Lemene, Francesco: La Sposa Francesca, Edizione curata da Dante Isella, Giulio Einaudi Editore, 1979.
87. ↑   Lemène, Francesco de, in Treccani.it – Enciclopedie on line, Roma, Istituto dell'Enciclopedia Italiana.
88. ↑  Guidi, Ulisse: Annali delle edizioni e delle versioni della Gerusalemme liberata e d'altri lavori al poema relativi, Libreria Guidi Bologna, 1868, pag. 105
89. ↑  Cigogna, Emmanuele Antonio: Delle inscrizioni veneziane raccolte ed illustrate da Emmanuele Antonio Cigogna, cittadino veneto Volume III, Giuseppe Picotti Stampatore, 1830, pagg. 152-154
90. ↑  Sapere.it: Bosinada
91. 1 2   Letteratura milanese - Il '700, su anticacredenzasantambrogiomilano.org. URL consultato il 21 settembre 2017 (archiviato dall'url originale il 6 maggio 2016).
92. ↑   Sistema bibliotecario e documentale, su opac.unicatt.it, unicatt.it. URL consultato il 21 settembre 2017.
93. ↑  Ferrario, Luigi: Busto Arsizio: notizie storico-statistiche, Tipografia Sociale di Busto Arsizio, 1864, pagg. 172-175
94. ↑  Biondelli, Bernardino: Saggio sui dialetti gallo-italici, Milano, 1853, pag. 106.
95. ↑  (LMO) El passad lontan in lombard [Il passato remoto in lombardo], su academiabonvesin.eu. URL consultato il 1º ottobre 2022 (archiviato dall'url originale il 14 novembre 2023).
96. 1 2   La lingua padana o padanese, su veja.it. URL consultato il 21 settembre 2017.
97. 1 2   Pòrta, Carlo, in Treccani.it – Enciclopedie on line, Roma, Istituto dell'Enciclopedia Italiana.
98. ↑   Gròssi, Tommaso, in Treccani.it – Enciclopedie on line, Roma, Istituto dell'Enciclopedia Italiana.
99. ↑   Cherubini, Francesco, in Treccani.it – Enciclopedie on line, Roma, Istituto dell'Enciclopedia Italiana.
100. 1 2 3 4   italianizzazione dei dialetti, in Enciclopedia dell'italiano, Roma, Istituto dell'Enciclopedia Italiana, 2010-2011.
101. ↑  D'Ilario, 2003, p. 156.
102. ↑  D'Ilario, 2003, p. 44.
103. ↑  D'Ilario, 2003, p. 67.
104. ↑  D'Ilario, 2003, p. 70.
105. ↑  D'Ilario, 2003, p. 77.
106. 1 2  D'Ilario, 2003, p. 121.
107. ↑  Novelli, Mauro: I saggi lirici di Delio Tessa, LED, 2001, pagg. 52-54.
108. ↑   Bortolo Belotti, su servizi.ct2.it. URL consultato il 21 settembre 2017 (archiviato dall'url originale il 22 settembre 2017).
109. 1 2 3   Antologia lombarda, su sites.google.com. URL consultato il 21 settembre 2017 (archiviato dall'url originale il 30 giugno 2016).
110. ↑   Lòi, Franco, in Treccani.it – Enciclopedie on line, Roma, Istituto dell'Enciclopedia Italiana.
111. ↑   Orèlli, Giovanni, in Treccani.it – Enciclopedie on line, Roma, Istituto dell'Enciclopedia Italiana.
112. 1 2   Antonio Provasio, capocomico dei Legnanesi: "Milano mi dà il pane e mi riempie il cuore", su ilgiorno.it. URL consultato l'11 aprile 2014.
113. ↑   Il tempismo è perfetto, Bob Dylan è in dialetto lombardo: "È l'emblema dei cantastorie", su repubblica.it. URL consultato il 21 settembre 2017.
114. ↑   Letteratura in lingua locale: quale futuro?, su patrimonilinguistici.it. URL consultato il 21 settembre 2017.
115. ↑  Giovan Battista Pellegrini, La carta dei dialetti d'Italia. Pacini editore, Pisa, 1977.
116. 1 2   La sintassi lombarda, su ilsizzi.wordpress.com. URL consultato il 22 settembre 2017 (archiviato dall'url originale il 22 settembre 2017).
117. ↑  Zanuttini, R. (1997). Negation and clausal structure: A comparative study of Romance languages. Oxford University Press, USA.
118. ↑   Le parole lombarde di origine longobarda (PDF), su archiviostorico.comune.gorlamaggiore.va.it, Centro per lo Studio delle Civiltà Barbariche in Italia, Università di Firenze.
119. 1 2   Dizionario milanese-italiano, su latuamilano.com. URL consultato il 23 settembre 2017.
120. ↑   Studia ambrosiana. Annali dell'Accademia di Sant'Ambrogio (2010), su books.google.de. URL consultato il 19 aprile 2018.
121. ↑   Il Sestiere di Porta Romana, su storiadimilano.it. URL consultato il 19 aprile 2018.
122. ↑   Zona Centro Storico – Il Cerchio Celtico, su blog.urbanfile.org. URL consultato il 19 aprile 2018.
123. ↑   Le 10 epoche della storia d'Italia antica e moderna, Volume 1, di Antonio Quadri, su books.google.it, storiadimilano.it. URL consultato il 19 aprile 2018.
124. ↑  Macchione, p. 27.
125. 1 2 3 4 5 6   Angelo Biella, Virginia Favaro Lanzetti, Lucina Mondini, Gianfranco Scotti, Vocabolario italiano-lecchese, lecchese-italiano: preceduto da una grammatica essenziale e da un saggio di toponomastica lecchese[collegamento interrotto], Oggiono (Lecco), Cattaneo Editore, 2001,  p. 924, ISBN 88-86509-49-9.
126. ↑   Cavagno, su treccani.it.
127. ↑   Cadrega - Garzanti Linguistica, su garzantilinguistica.it. URL consultato il 24 settembre 2017.
128. ↑  Termine che, in lombardo, è privo di qualsiasi connotazione anatomica
129. ↑  D'Ilario, 2003, p. 85.
130. 1 2 3   Bernardino Biondelli, Saggio sui dialetti gallo-italici, 1853,  pp. 4-5.
«Il dialetto principale rappresentante il gruppo occidentale si è il Milanese, e ad esso più o meno affini sono: il Lodigiano, il Comasco, il Valtellinese, il Bormiese, il Ticinese e il Verbanese. Il  gruppo orientale  è rappresentato dal Bergamasco,  al quale sono strettamente congiunti,  per comuni proprietà,  il Cremasco, il Bresciano e  il Cremonese.

Il Milanese è il più esteso di tutti. Oltre alla provincia di Milano occupa una parte della pavese fino a Landriano e Bereguardo; e, varcando quivi il Ticino, si estende in tutta la Lomellina e nel territorio novarese compreso tra il Po, la Sesia ed il Ticino, fino a poche miglia sopra Novara.

Il Lodigiano si parla entro angusti limiti, nella breve zona compresa tra l'Adda, il Lambro ed il Po, risalendo fino all'Addetta nei contorni di Paullo; inoltre occupa un piccolo lembo lungo la riva orientale dell'Adda, intorno a Pandino e Rivolta.

Il Comasco estèndesi in quasi tutta la provincia di Como, tranne l'estrema punta settentrionale al di là di Menagio e di Bellano a destra e a sinistra del Lario; e in quella vece comprende la parte meridionale Piana del Cantone Ticinese, sino al monte Cènere.

Il Valtellinese occupa colle sue varietà le valli alpine dell'Adda, della Mera e del Liro, inoltràndosi ancora nelle Tre Pievi, lungo la riva del Lario, intorno a Gravedona, e a settentrione nelle quattro valli dei Grigioni italiani, Mesolcina, Calanca, Pregallia e Puschiavina.

L'estremità più elevata settentrionale della valle dell'Adda, che comprende a un dipresso il distretto di Bormio, colla piccola valle di Livigno situata sull'opposto pendio del monte Gallo, è occupata dal dialetto Bormiese.

Il Ticinese è parlato nella parte settentrionale del Cantone Svizzero d'egual nome, al norte del monte Cènere, in parecchie varietà, tra le quali distinguonsi sopra tutto le favelle delle valli Maggia, Verzasca, Leventina, Bienio ed Onsernone.

Il Verbanese estèndesi tra il Verbano, il Ticino e la Sesia, dalle Alpi lepóntiche fin presso a Novara, ed è quindi parlato lungo ambe le sponde del Verbano, spaziando ad occidente in tutte le vallate che vi affluiscono, ed insinuàndosi nella più estesa della Sesia colle sue affluenti del Sermenta e del Mastallone.

Il Bergamasco confina a settentrione col Valtellinese, da cui lo divide l'alta catena delle Prealpi orobie; ad occidente col Comasco e col Milanese. Esso occupa le valli del Brembo e del Serio, confinando ad oriente col Bresciano, e, giunto alla pianura, si stende tra l'Ollio e l'Adda, scendendo fin sopra i Mosi di Crema.

Il Cremasco è una breve continuazione del Bergamasco, a mezzogiorno del quale si estende sino alla foce del Serio, occupando i soli distretti VIII e IX della provincia di Lodi.

Il Bresciano è parlato nell'estesa valle dell'Ollio, in quella del Clisio fin entro il Tirolo, e lungo la riva destra del lago Benaco, fino a Desenzano; di là per una linea trasversale, che discende fino a Canneto sull'Ollio, confina col Mantovano.

Il Cremonese per ùltimo giace tra gli indicati confini del Lodigiano, del Cremasco e del Bresciano, e la riva sinistra del Po, che segue dalla foce dell'Adda sin presso a quella dell'Ollio, dove confina col Mantovano.»
131. 1 2   Andrea Rognoni, La divisione della Lombardia in aree o sezioni, in Centro delle culture lombarde, Grammatica dei dialetti della Lombardia, a cura di Andrea Rognoni, Milano, Mondadori, 2005,  pp. 8-9.
«Come avevamo già scritto nella premessa a Parlate e dialetti della Lombardia. Lessico comparato, la Lombardia, dal punto di vista della grammatica dialettale, può essere suddivisa in sei varietà, corrispondenti a sei aree o sezioni: lombardo-alpino (provincia di Sondrio), lombardo-prealpino occidentale (province di Como, Varese e Lecco), lombardo-prealpino orientale (Bergamo e Brescia), basso-lombardo occidentale (Pavia e Lodi), basso-lombardo orientale (Cremona e Mantova), macromilanese (provincia di Milano e futura provincia di Monza). Alcuni linguisti, ad esempio lo stesso Lurati, definiscono il basso-lombardo, sia occidentale che orientale, area di dialetti "di crocevia", in virtù degli intrecci con il piemontese, l'emiliano e il veneto, vale a dire con gli idiomi galloitalici finitimi, a conferma di quanto detto sopra, cioè che la Lombardia presenta dei confini linguistici poco netti e compartecipa dei tratti più caratteristici di tutte le regioni del Nord. Va inoltre ricordato che nelle parti più settentrionali delle quattro province della "Bassa" risultano condominiali alcuni elementi con il lombardo-prealpino orientale e est e con il milanese a ovest.

Per quanto riguarda la delimitazione del cosiddetto "lombardo-alpino", ci sono divergenze tra gli studiosi: alcuni ritengono che l'intera provincia di Sondrio appartenga a questa area di forte condizionamento retico specialmente nella fonetica, altri che vadano intesi come alpini solo i dialetti dell'Alta Valtellina (Grosio, Bormio e Livigno) e della Val Chiavenna.

Vedremo più avanti le caratteristiche grammaticali che attestano l'appartenenza di ogni città a una delle sei aree linguistiche. È importante segnalare subito, invece, come è stato scritto dalla maggior parte degli studiosi, che le parlate lombarde travalicano i confini amministrativi a ovest, a nordovest e a nordest. Idiomi caratterizzati da tratti grammaticali sostanzialmente lombardi si possono ascoltare anche nella provincia di Verbania (varietà lombardo-alpina) e in parte della provincia di Novara (varietà lombardo-prealpina occidentale e milanese), nello svizzero Canton Ticino (varietà lombardo-alpina occidentale nel Sopraceneri e varietà lombardo-prealpina nel Sottoceneri), nella zona sudoccidentale della provincia di Trento (lombardo-alpino orientale) e infine nella parte più occidentale della provincia di Verona (lombardo-prealpino orientale), sulle rive settentrionali del Benaco. Il lombardo-alpino è presente, sia pur in maniera condominiale con il retoromancio, nelle valli Mesolcina, Bregaglia e Poschiavina di un altro cantone svizzero, quello dei Grigioni.

Una differenza sostanziale tra la Lombardia occidentale e la Lombardia orientale è data dal fatto che mentre a oriente non è riuscito ad agire linguisticamente un polo accentratore, a occidente lo sviluppo e la fortuna letteraria della città di Milano hanno contato moltissimo, condizionando dall'esterno sia le parlate appartenenti alla varietà lombardo-prealpina, sia quelle appartenenti alla varietà basso-lombarda, specie all'interno dell'entità idro-geografica posta tra il fiume Ticino e il fiume Adda, chiamata tradizionalmente "Insubria", e soprattutto tra i poli urbani di Varese, Como e la bassa milanese. Un'influenza, seppur blanda, del milanese si è fatta sentire, a est dell'Adda, solo nella zona di Treviglio e dell'Isola (Bassa Bergamasca), nonché nel cremasco e nel cremonese più occidentali.»
132. ↑  Clemente Merlo, L'Italia dialettale 1 (1924): 12-26.
133. ↑  Gabriele Rosa. Dialetti, costumi e tradizioni delle provincie di Bergamo e di Brescia; Tipografia Pagnoncelli, Bergamo, 1857.
134. ↑  (EN)   UNESCO Interactive Atlas of the World’s Languages in Danger, su unesco.org.
135. ↑  Glauco Sanga, La lingua lombarda. Dalla koinè alto-italiana delle Origini alla lingua cortegiana, 1990. In: Sanga, Glauco (a c. di), Koinè in Italia dalle origini al Cinquecento, Bergamo, Lubrina: 79-163, pp. 146-147.
136. 1 2  Gabriele Iannàccaro, e Vittorio Dell'Aquila, Per una tipologia dei sistemi di scrittura spontanei in area romanza, 2008. Estudis Romànics 30: 311-331, p. 323.
137. 1 2 3 4 5 6   Emanuele Miola, Chì pòdom tucc scriv come voeurom. Scrivere in lombardo on-line, in Elaborazione ortografica delle varietà non standard: esperienze spontanee in Italia e all'estero, Bergamo, Bergamo University Press-Sestante edizioni,  pp. 79-96, ISBN 978-88-6642-192-4.  Qui una bozza consultabile online su academia.edu (URL consultato il 23 settembre 2017).
138. ↑  Francesco Cherubini, Vocabolario Milanese-Italiano, Milano, Dall'Imperial Regia stamperia, 1839.
139. ↑   Centro di dialettologia e di etnografia del Canton Ticin, su www4.ti.ch. URL consultato il 1º ottobre 2017.
140. ↑   Smonta il cartello perché non le piace il nuovo nome della via, su Ticinonline, 13 marzo 2019. URL consultato il 18 ottobre 2022.
141. ↑   Claudio Beretta, Parlate e dialetti della Lombardia - Lessico comparato, Mondadori, 2003, ISBN 8804514752.
142. 1 2  Claudio Beretta e Cesare Comoletti, Grafia lombarda semplificata, 2003. In: Claudio Beretta (a c. di), Parlate e dialetti della Lombardia: lessico comparato, Milano, Mondadori: pp. 23-24.
143. ↑   Gianni Pisoni, Nozioni di grammatica del dialetto bergamasco - Ducato di Piazza Pontida (PDF), su facoetti.com. URL consultato il 1º ottobre 2017.
144. ↑  Jørgen Giorgio Bosoni, Una proposta di grafia unificata per le varietà linguistiche lombarde: regole per la trascrizione, 2003. Bollettino Storico dell'Alta Valtellina 6: 195-298.
145. ↑  Claudio Meneghin, Rebuilding the Rhaeto-Cisalpine written language: Guidelines and criteria, 2007-2010. Part I: ORS-Orthography. Part II: Morphology, I: noun, article and personal pronoun. Part III. Morphology, II: adjectives, pronouns, invariables. Part IV. Morphology, III: the verb. Ianua 7 (2007): 37-72; 8 (2008): 113-152; 9 (2009): 37-94; 10 (2010): 33-72
146. ↑  Marc Tambürèl, Scerna de stori del Rudyard Kipling, 2009.
147. ↑  (LMO) Lissander Brasca, Scriver Lombard, Monza, Menaresta, 2011.
148. ↑  (EN) Paolo Coluzzi, The new speakers of Lombard (XML), DOI:10.1515/multi-2018-0017, ISSN 0167-8507 (WC · ACNP).
149. ↑  (EN) Paolo Coluzzi, Lissander Brasca, Emanuele Miola, Writing systems for Italian regional languages, DOI:10.1080/01434632.2018.1531875.
150. ↑  (EN) Paolo Coluzzi, Lissander Brasca, Marco Trizzino, Simona Scuri, Language planning for Italian regional languages: the case of Lombard and Sicilian, in Linguistic Regionalism in Eastern Europe and Beyond: Minority, Regional and Literary Microlanguages, collana Studies on Language and Culture in Central and Eastern Europe 31, Berlino, Peter Lang, 2018,  pp. 274-298, ISBN 978-3-631-75151-0.
151. 1 2   Athos Birra, Il dialetto ticinese nella comunicazione mediata dal computer. Analisi di un corpus (Tesi di laurea magistrale), Université de Genève, 2022.
152. ↑  (LMO) Fliça, ISBN 978-88-99099-13-8. URL consultato il 1º ottobre 2017.
153. ↑  (LMO) Lessico Lombardo, su valtellinanews.it. URL consultato il 29 ottobre 2018.
154. ↑  (LMO) Kahlil Gibran, El profeta (PDF), traduzione di Marco Tamburelli, Monza, Menaresta, 2015, ISBN 88-96751-17-9.
155. ↑  (LMO) Altan e Agnese Baruzzi, La Pimpa la va a Milan, traduzione di Lissander Brasca, Franco Cosimo Panini Editore, 2020, ISBN 978-88-570-1669-6.
(LMO) Altan, La Pimpa la va a Bergem, traduzione di Gianluca Zanchi, Franco Cosimo Panini Editore, 2023, ISBN 978-88-570-1967-3.
(LMO) Altan, La Pimpa la va a Bressa, traduzione di Velise Bonfante, Franco Cosimo Panini Editore, 2023, ISBN 978-88-570-1970-3.
(LMO) Altan e Susanna Rumiz, La Pimpa la va a Mantova, traduzione di Maurizio Pasquali, Franco Cosimo Panini Editore, 2023, ISBN 978-88-570-1964-2.
156. 1 2   Noeuva Ortografia Lombarda, su academiabonvesin.eu.
157. ↑   Ecco i cento film italiani da salvare, su retedeglispettatori.it. URL consultato il 25 settembre 2017.
158. ↑   RSI Radiotelevisione svizzera, ...Ma 'l testimoni al dörmiva, su rsi. URL consultato il 29 dicembre 2021.
159. ↑   Notizie e informazioni da Brescia e Provincia, su quibrescia.it.
160. ↑    Angelo Guarracino, QUESTAR - foeuja e radìs - (capitolo uno), su YouTube, 9 novembre 2012. URL consultato il 24 settembre 2017.
161. ↑    Alberto Meroni, La Palmira Ul Film - Trailer 1, su YouTube, 21 ottobre 2013. URL consultato il 24 settembre 2017.
162. ↑   Scheda del film "Ora cammina con me", su ffdl.it.
163. ↑    Stefano Tagliaferri, IL MATTINO SORGE AD EST - OFFICIAL TRAILER, su YouTube, 17 ottobre 2014. URL consultato il 24 settembre 2017.
164. ↑    Alberto Meroni, LA PALMIRA - COMPLOTTO NEL MENDRISIOTTO - TRAILER, su YouTube, 28 agosto 2015. URL consultato il 24 settembre 2017.
165. ↑   Se ta cati...ta copi!: in Brianza il primo western in dialetto, su ilcittadinomb.it. URL consultato il 1º aprile 2017 (archiviato dall'url originale il 2 aprile 2017).
166. ↑   Il doppiaggio in dialetto ticinese, su ulbatacc.ch.
167. ↑   Yor Milano va in guerra e "prende in giro" i nazisti, su tio.ch.
168. ↑   Il grande cinema doppiato in dialetto, su tio.ch.